# Makó
Makó (németül: Makowa, románul: Macău, szlovákul: Makov, jiddisül: מאַקאָוו) város Csongrád-Csanád vármegyében a Maros jobb partján, a román határ közelében, a nevét viselő járás központja. Első írásos említése 1247-ből maradt fenn, amikor a település helyén folyami átkelő jött létre. A török hódoltság alatt többször elpusztították, de mindig újratelepült.
Szerepe a karlócai béke után nőtt meg, 1730-tól Csanád vármegye székhelye lett. 1890-ben népessége alapján a történelmi Magyarország 12. legnagyobb városa volt. Bár fő megélhetési forrása a kezdetek óta a mezőgazdaság, szellemisége is igen jelentős; kulturális élete a 20. század elején volt a leggazdagabb, amikor a városban élt és tevékenykedett József Attila, Juhász Gyula és Móra Ferenc is. Az 1950-es megyerendezéskor elveszítette megyeszékhelyi státuszát, ráadásul a Magyar Népköztársaság első éveiben Jugoszlávia közelsége miatt semmilyen fejlesztést nem hajtottak végre a településen. A rendszerváltás után a város fokozatosan vált egyre élhetőbbé, vonzóbbá a befektetők és a turisták számára.
Makó főként a makói hagyma révén ismert, ami hungarikum, de turisztikai vonzerejét növeli, hogy Virágos Magyarország fődíjazottja volt 2022-ben. Legfőbb vendégcsalogató eleme azonban a termálvíz, amelyet a fúrások 1956-ban juttattak felszínre. A Termál- és Gyógyfürdőt az évtizedek alatt folyamatosan bővítették, 2012 januárja óta pedig teljesen új épületegyüttessel, wellness-, gyógy- és élményelemekkel várja az idelátogatókat. A gyógyvíz jótékony hatásait a Marosból származó gyógyiszap egészíti ki.

## Elnevezései
A Makó szó eredetileg név volt, jelentése türk nyelven: dicsőséges. Makónak két horvát neve létezik. A csikériaiak Makovo-nak, a bácsbokodiak Makovának nevezték. Románul Macǎu, jiddisül pedig מאַקאָוו a település neve.

## Fekvése

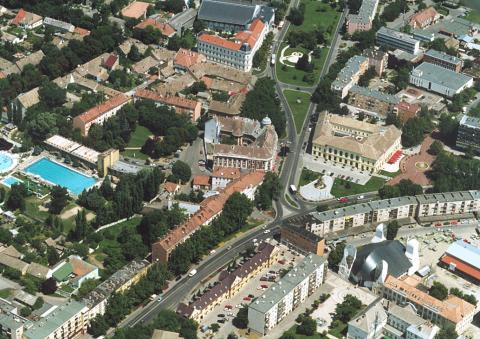
Makó belvárosa légi felvételen

A Tiszántúlon, a Dél-Alföldön, a Maros–Körös közén, a Csongrádi-síkon helyezkedik el, Csongrád-Csanád vármegyében, a Maros jobb partján fekszik, Szegedtől 32 kilométerre keletre, a Makói kistérségben, aminek közigazgatási központja. A várostól észak felé 30 kilométert haladva Hódmezővásárhelyre érkezünk, keletre 20 kilométerre található a nagylaki határátkelő, de a településhez legközelebb a kiszombori határátkelő helyezkedik el, körülbelül 5 kilométerre. A román és a szerb határ közelsége miatt igen fontos közlekedési csomópont, Magyarország egyik délkeleti kapuja.
Az itt található „fekete föld” páratlan adottságokat nyújt a hagymatermesztésre, a makói vöröshagyma a Maros folyami hordalékának, a réti agyag és a vályoggal fedett löszhát keverékének köszönheti szilárdságát és kivételes minőségét. A város tengerszint feletti magassága 81–82 m, ezzel Makó Magyarország legmélyebben fekvő városa. A marosi ártéri erdő, illetve annak élővilága a Körös–Maros Nemzeti Park részét képezi természeti értékei miatt. Makó Magyarország egyik legmelegebb éghajlatú területén fekszik, ezért nyarai forrók és szárazak, környéke (Szegeddel együtt) az ország legnapfényesebb része, évi 2100 órányi napfénnyel, az évi középhőmérséklet 10,9 Celsius-fok. Az évi csapadék átlaga 100 év mérései alapján 585 milliméter. Az ún. Makó-árokban, Makó és Óföldeák alatt húzódik Európa leggazdagabb gázmezője, amelynek gázmennyisége az 1500 milliárd köbmétert is meghaladhatja.

## Közlekedése

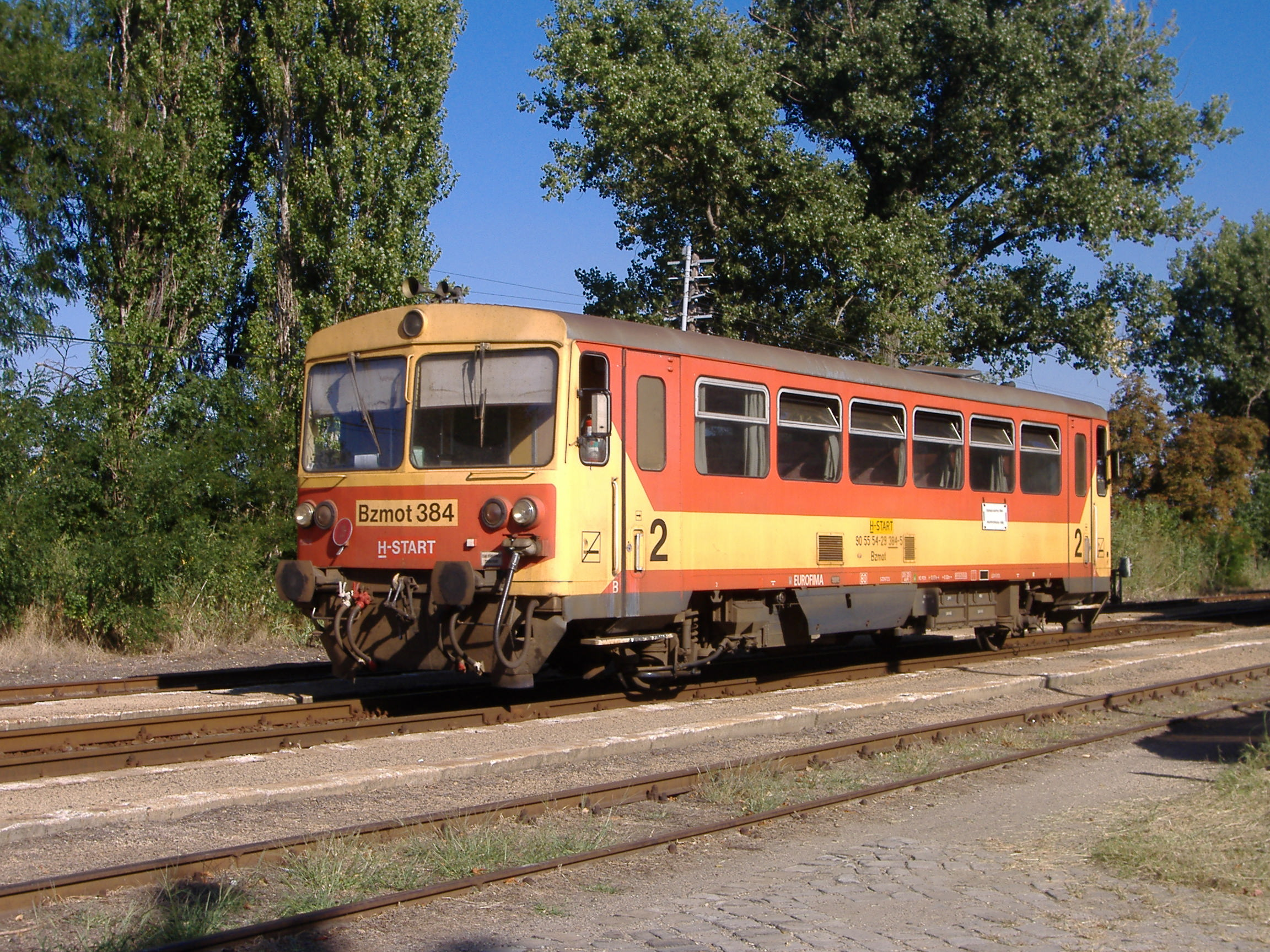
Bzmot motorkocsi Makó-Újváros vasútállomáson

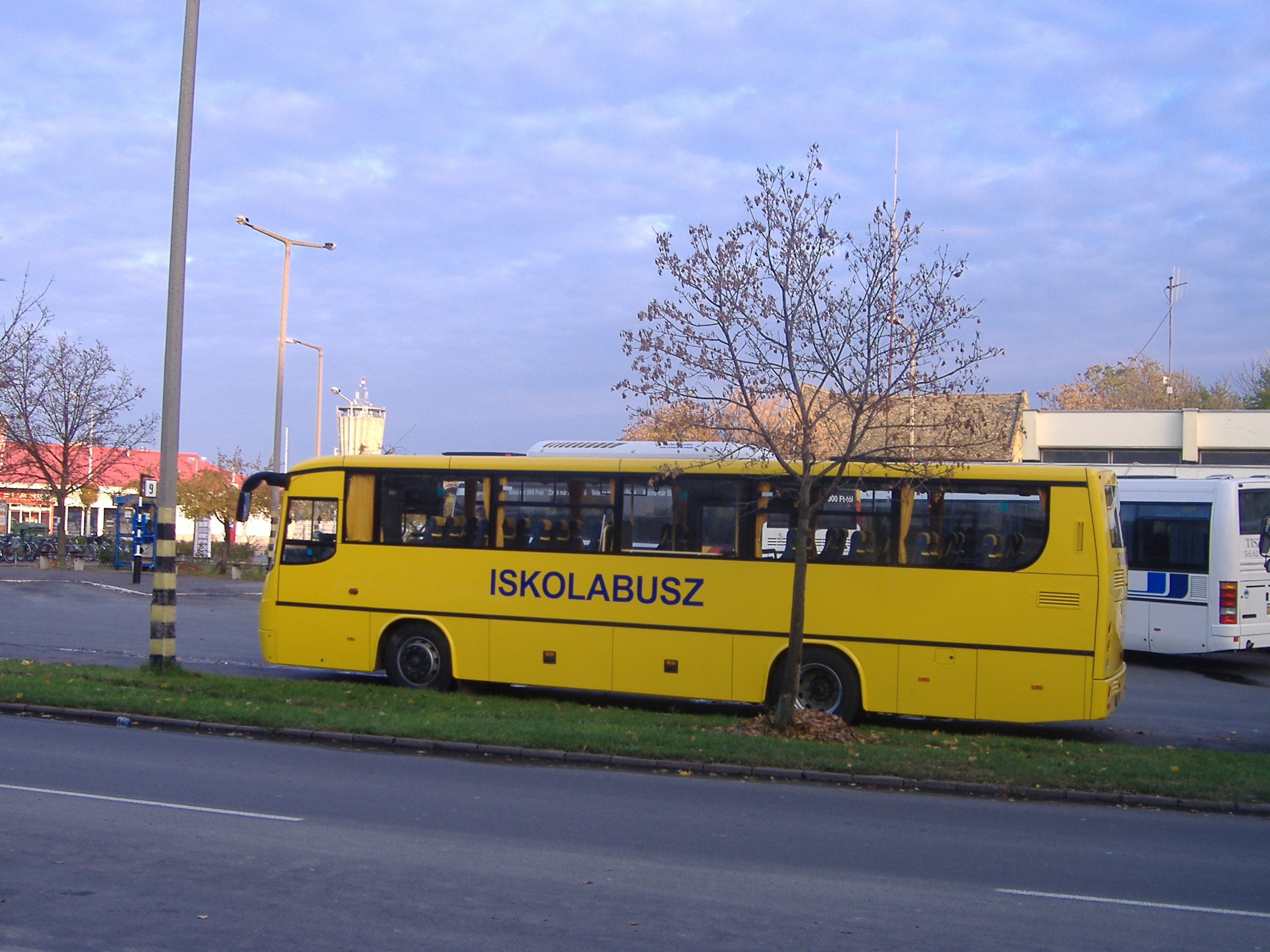
Iskolabusz az autóbusz-pályaudvaron

A város már a középkorban is fontos vásártartó hely volt, köszönhetően közlekedési csomópont jellegének: a szegedi, a hódmezővásárhelyi és az aradi utak találkozásánál jött létre.
Közúton a legfontosabb út az E68-as nemzetközi út, aminek magyarországi (Szeged–Nagylak) szakasza a 43-as főút. Ez a város teljes hosszán végighúzódik, tulajdonképpen kettészeli azt. A főút korábban nemzetközi jelentőségű volt, több problémát is okozva az itt élőknek: az utat kifejezetten a veszélyes anyagok szállítására építették ki, ráadásul a közeli határok miatt számolni kell a csempészettel és az illegális bevándorlással. A legsúlyosabb probléma azonban az intenzív kamionforgalom volt, ami Románia és Bulgária uniós csatlakozása óta (2007. január 1.) megháromszorozódott, a zajterhelés pedig a megengedett határérték, 55 decibel kétszerese lett. A főutat tehermentesítő M43-as autópálya Szeged és Makó közötti 31,6 kilométeres szakaszának, valamint a Makót elkerülő 7 kilométeres, a sztrádát a 43-as főúttal összekötő szakasz építése 2008 júliusában kezdődött és 2011. április 20-án adták át a forgalomnak. A sztrádával a várost a 430-as főút kapcsolja össze, ugyanez egyben Makó belvárosának északkeleti útjaként is szolgál.
A 43-as főúton Makóhoz legközelebb eső települések Kiszombor és Apátfalva, de a városnak közvetlen közúti kapcsolata van Maroslelével (4414), Földeákkal (4415), Királyhegyessel (4424), Tótkomlóssal (4432), Köveggyel (4434) és Csanádalbertivel (4426) is; Rákos városrészt Apátfalvával a 4425-ös út köti össze. Makóról ezen kívül a városhoz tartozó külterületeket is közúton (4412, 4422, 4423) lehet legegyszerűbben elérni. A településen hat körforgalom található a 43-as főút mentén; ezek azonkívül, hogy igen hatékonyan képesek szervezni a forgalmat, városképi jelentőségű zöldfelületeket is biztosítanak, illeszkedve a Virágos Makó programba.
Makó vasúti közlekedése a 130-as számú Szolnok–Szentes–Hódmezővásárhely–Makó, illetve a Kétegyháza–Újszeged-vasútvonalon (121-es) történik. A Makó-Hódmezővásárhely vasútvonal üzemel, de a személyszállítás 2009. december 12. óta szünetel a pályaszakaszon. A 121-es vonalon korábban vegyesen 6341-es iker motorkocsik és a jellegzetes mellékvonali motorkocsik Bzmot-ok közlekedtek, általában két vagy három mellékkocsival, de a vonatközlekedés a vonal Mezőhegyes és Újszeged közötti szakaszán 2023 nyarán megszűnt, azóta az utasokat úgynevezett módváltás miatt autóbuszok szállítják. A vasút árufuvarozása elenyésző, főleg gabonát és cirkot szállítanak, naponta 1 pár tolató tehervonattal.
A helyközi közlekedésben, sajnos, a vasút helyett a környezetszennyezőbb és drágább autóbuszközlekedés dominál. A városban található autóbusz-pályaudvarról a kistérség összes településére indulnak buszjáratok. Szegedre, a megyeszékhelyre napszaktól függően negyedóránként, félóránként, illetve óránként. Ritkább időközökkel, de van autóbusz-összeköttetés a város és a hozzá tartozó külterületek között is.
A város helyi közlekedésében elenyésző szerepet kapnak az autóbuszok. A Volánbusz mindössze egyetlen helyi járatot üzemeltet, amely menetrendi száma 5 (5B jelzéssel egy betétjárat közlekedik). Ezenkívül három iskolabusz is üzemel a városban, de azt csak a tanulók és a pedagógusok használhatják. Ezek az autóbusz-állomástól az önkormányzati általános iskola tagintézményei között közlekednek. A helyi járatok ritka közlekedése miatt a makói helyi járatos autóbuszbérlet felhasználható a város belterületén a helyközi autóbuszokon való utazásra is. A városon belül a kerékpárközlekedés dominál. Makón 22,5 kilométernyi kerékpárút létezik, amelyek legújabb szakaszát 2012-ben adták át.

## Története

### A kezdetektől a török uralomig

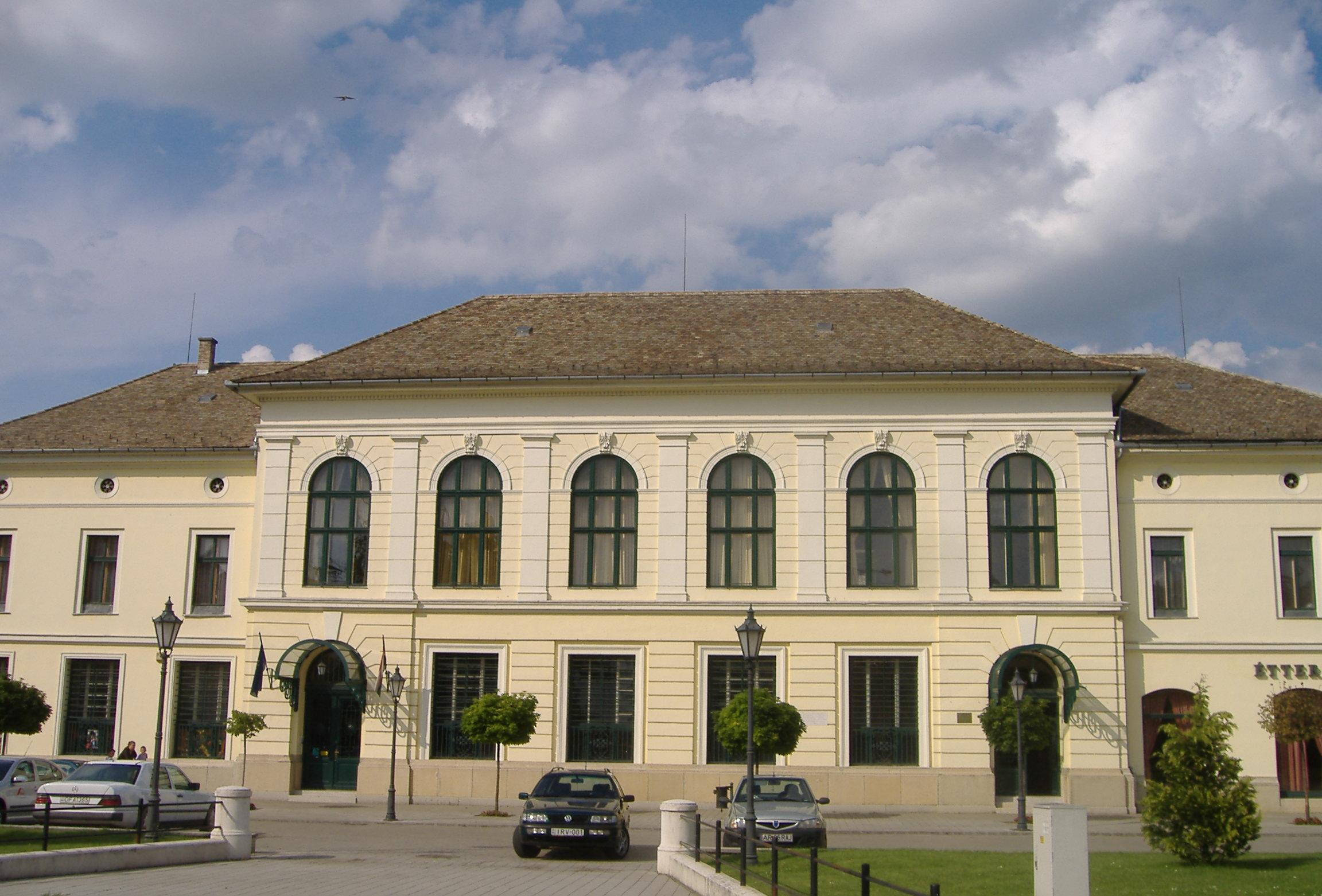
A Korona Szálló

Makó és környékének története igen messzire nyúlik vissza. A rézkorból állattenyésztéssel kapcsolatos leletek maradtak fenn. Környékén másfél tucatnyi kurgánt találtak. A régészeti szakirodalomban Makói-csoport néven ismert rézkori lelet öt edényt tartalmaz. Későbbről főleg szarmata emlékek találhatók, igen nagy számban. A Makói járás környékén több mint 180 nyilvántartott régészeti lelőhely van, a legjelentősebbek Kiszombor környékéről, főként a honfoglalás korából csatok, ékszerek és lószerszámok kerültek elő.
Makó és környéke véglegesen magyar uralom alá 895-ben, az Alföld megszerzése idején került. Kristó Gyula véleménye szerint a Maros-Körös köze, a Tisza, az Al-Duna és a történelmi Erdély által határolt területen a későbbi Ajtony nemzetség elődje telepedett le. Makó helyén az ezredforduló tájékán már jól szervezett uradalom létezett, Marosvár központtal. Ajtony, a terület ura, bár bizánci papokat hívatott és Vidinben névlegesen megkeresztelkedett, pogány volt. Az Erdély sóbányáiból és a vízi kereskedelemből származó jövedelmeket magának tartotta meg, államának gazdasági alapját az állatállomány képezte, amelynek egy része már istállózott volt. Összeütközésbe került I. István királlyal, aki csak az alkalomra várt, hogy leszámolhasson kiskirálykodó ellenfelével. Ez akkor jött el, amikor a Bizánci Birodalom belső zavargások miatt meggyengült, és képtelen volt szövetségesének segítséget nyújtani. A nagyőszi csatában, valószínűleg 1027-ben Csanád vezér segítségével az államalapító király diadalmaskodott, maga Ajtony halálát lelte. Az ütközet után a területen létrehozták Csanád vármegyét és vele együtt a Csanádi püspökséget. Az első ispán Csanád, az első püspök pedig Szent Gellért lett. Később a Csanád nemzetség leszármazottai közül kerültek ki a város földbirtokos családjai: a Telegdiek, a Makófalviak, a Tömpösiek.

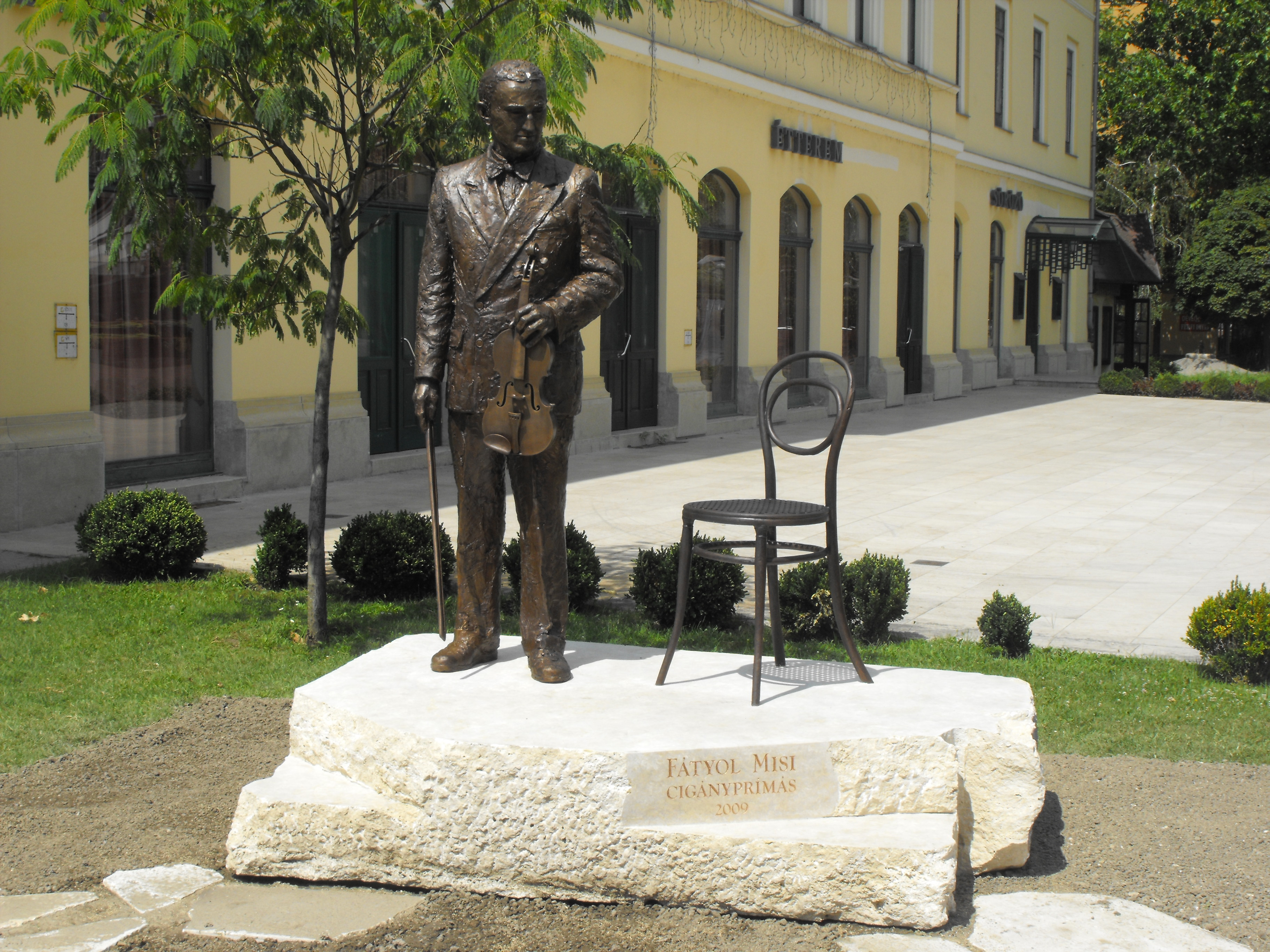
Fátyol Misi prímás szobra
a Korona Szálló mellett

Makó első említése 1247-ből, Vlnuk alakban maradt fönn. Ez a történészek véleménye szerint révet, folyami átkelőt jelölt, de mint tulajdonnév, nyolcszáz év után Szegeden, mint Vőneki családnév fennmaradt. A település hosszan húzódott a Maros jobb partján, egy része bizonyára átesett a folyó másik oldalára is. 1256-ban már Alvelnök (Oluelnuk) és Felvelnök (Feluelnuk) néven említik a két részt. 1299-ből maradt fenn az az oklevél, ami már megjelöli a település új nevét: Felvelnök, amelyet új néven Makófalvának hívnak (Felvelnuk que moderno vocabulo Makofalua vocaretur). A „falva” utótag a 15. század végén, 16. század elején tűnt el végleg, ekkorra a település vámot szedett és piacot tartott. Jogilag falu maradt, de mezővárosi szerepkört töltött be, közvetlen vidéke gazdasági centruma lett. Lakosai kiemelkedtek a jobbágyi sorból, engedményeket kaptak a földesuruktól.
1332-ben Makó már plébániával rendelkezett, a 14. század közepére a későbbi Hódmezővásárhelyhez hasonló méretű településsé fejlődött. A század végére a külön officiális által irányított Kisfalud, Makófalva és Szentlőrinc szerkezetileg egy településsé szerveződött. Bulcsúháza, Kisfalud, Malomszög, Szentlászló, Szentmargita, Waffalaka és Vásárhelymakó többsége beleolvadt Makófalvába; ezzel nyolc kisebb falu egyesült, és a településhalmazt az egységesedés következtében a 16. század elejétől fogva Makónak kezdték nevezni; a század közepére népessége már 1500–2000 lakost számlált. A Makófalvi és Tegledi földesúri családok egyaránt folyamatosan birtokolták évszázadokon át.

### A török hódoltság kora

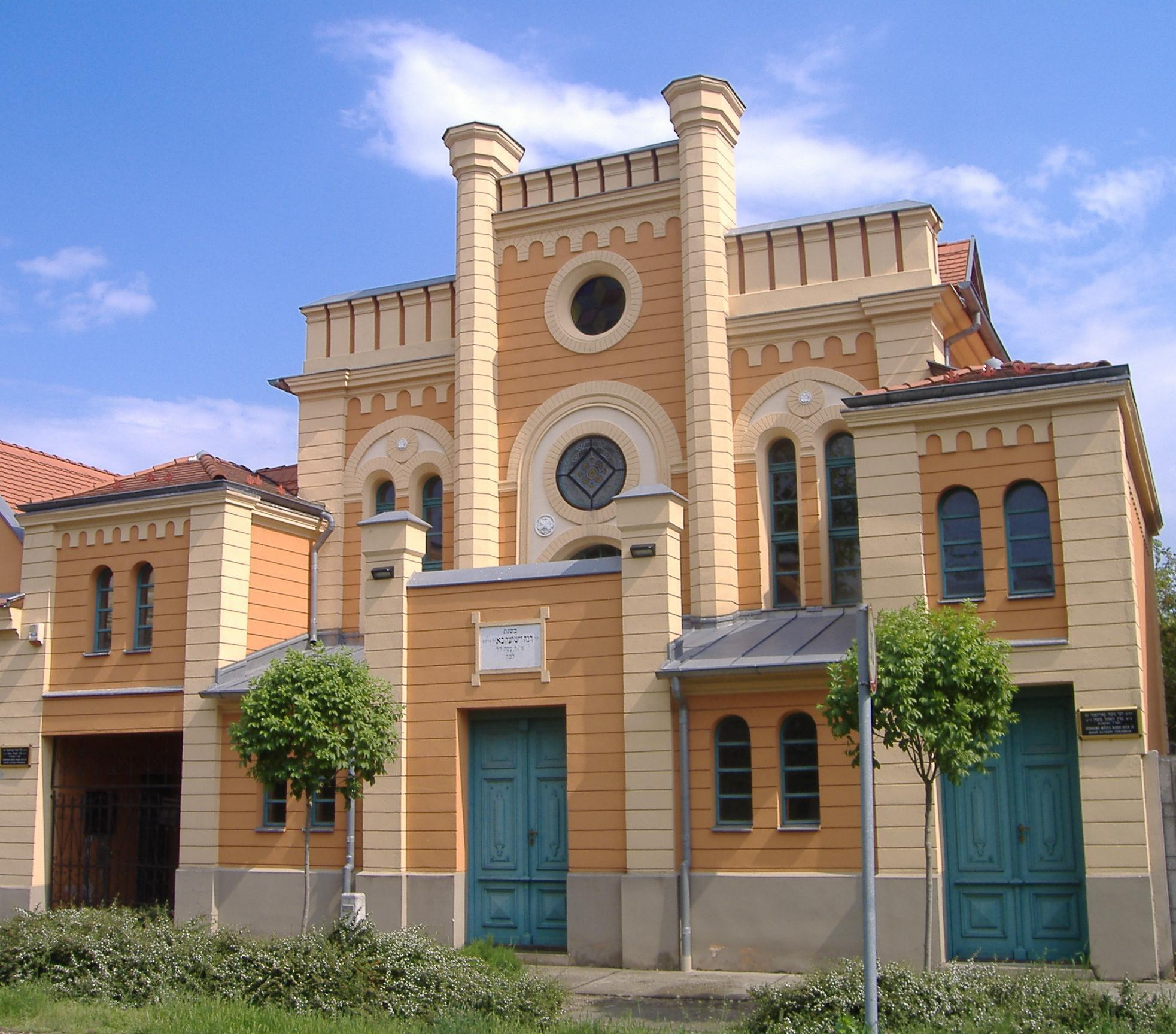
Az ortodox zsinagóga

A mohácsi vészt követő pusztítás kezdetben elkerülte a várost. Makó 1528 novemberében már olyan méretű volt, hogy János király és kísérete egy egész hetet, sőt még annál is hosszabb időt töltött itt. Az uralkodó Tápénál találkozott Mehmed béggel a szegvári csata után.
1551-ben a várost megtámadták az oszmán csapatok Nagylak urának, Kámber bég vezetésével. Gárdonyi Tamás bíró irányítása alatt Makó lakói és környék hajdúsága győzelmet arattak. Később a település szabadságát drága ajándékkal váltották meg.
Első ízben, 1552-ben Ahmed beglerbég török hordái égették fel a várost, de ez a támadás nem akadályozta meg a település gyarapodását, lélekszám-növekedését. A kettős adóztatás elől a városba menekültek a környező falvak jobbágyai, növelve a lakosság lélekszámát. Ismét jelentős számú település szűnt meg, vagy olvadt bele Makóba, annak részévé válva (Örs, Lándor, Horró, Baromlak, Szemegyháza, Köztelek, Igás, Velnök, Barát, Bial, Módosibugalló). Ezután a város a vidék református központja, esperesi székhelye lett, egyike a „hódoltság fővárosainak”. Szervezett keretek között teológusokat képeztek a városban, az alföldi marhakereskedelemben a negyedik legtöbb állatot vásárra vivő településsé vált. Szolimán temesvári basa csapatai 1596-ban fölégették a paplakot, a templomot, megsemmisült a levéltár és a pecsét is. A város ekkor teljesen kihalt, később a hajdúk használták ellenállási fészeknek, de velük együtt az utolsó épületet, a romos templomot is a földdel tették egyenlővé. A támadások után a város 1603-ig üresen állt, ekkor még csak rövid ideig.
1608-ban Báthory Gábor védelmébe vette Makót: biztosította mezővárosi státuszát, és khász várossá nyilvánította. Ezzel a döntéssel csak évente egyszeri adófizetésre volt kötelezve szultáni birtokként. A fellendülést hamar félbe törte a Makó család kihalása, amely így nem tudta tovább oltalmazni szülőhelyét. A várost különböző földesuraknak adományozták, akik csak a haszonforrást látták benne, és igen magas terheket róttak ki lakóira. A sanyargatásnak a pozsonyi kamara által 1676-ban kiadott rendelet vetett véget. A makói jobbágyok királyi szabadosok lettek, akiknek nem kellett teljesíteniük a földesúri szolgáltatásokat, csak a kamarának fizettek évente egy összegben 100 tallért. Makó „kincstári mezőváros” címet kapott. Ez idő tájt 600 fő volt a lakosok száma.
A legsúlyosabb csapás 1686-ban érte a várost: a szegedi vesztes csatáról visszavonuló tatár csapatok Devlet Giráj kalga vezetésével kegyetlen módon legyilkolták lakosait, a házakat fölgyújtották. Akkor, amikor az ország legnagyobb területe felszabadult a török uralom alól és fejlődni kezdett, Makó megszűnt létezni, és 13 évig nem is történt kísérlet a visszatelepítésére.

### A Habsburg abszolutizmus alatt

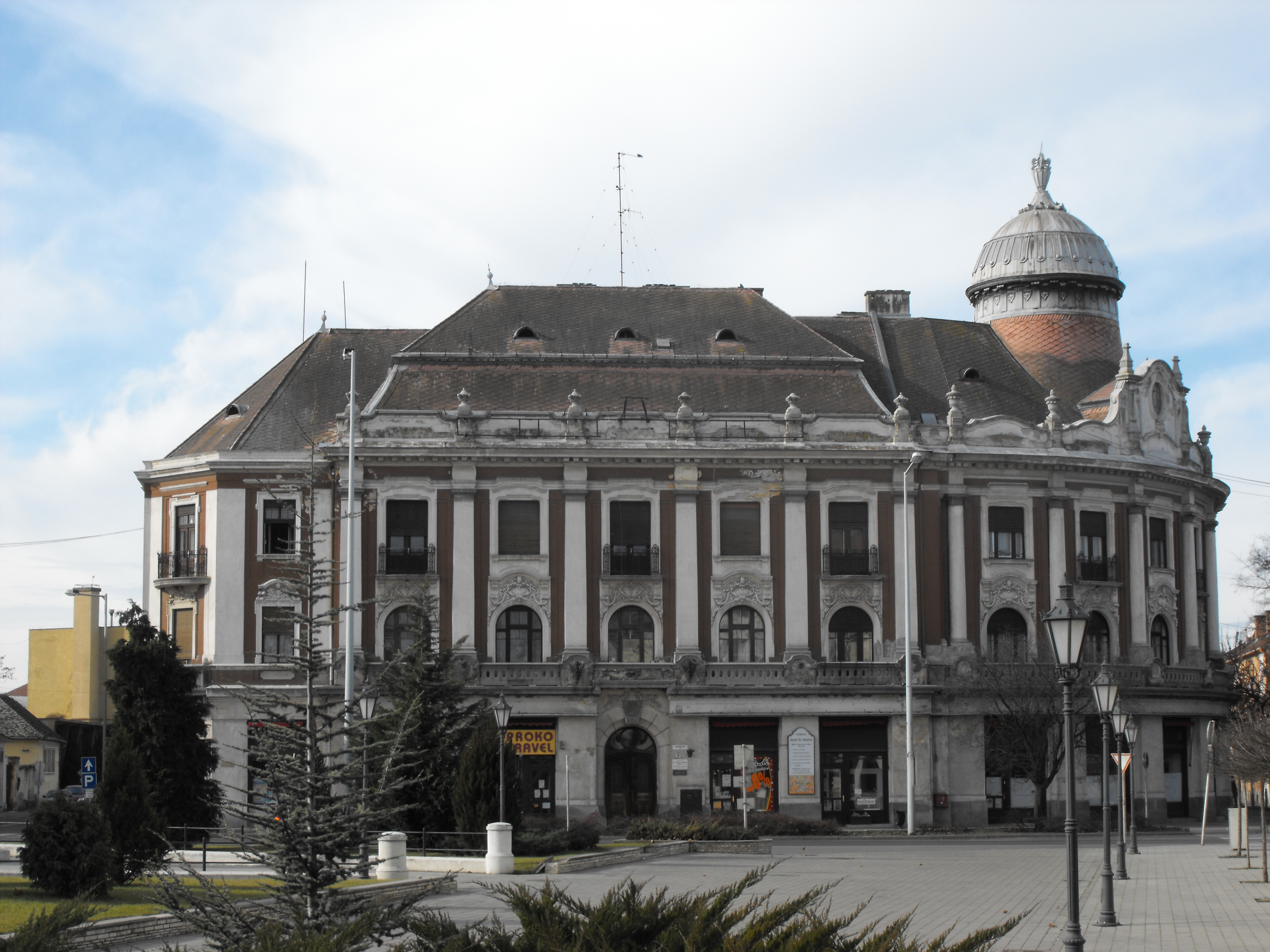
A Bérpalota épülete

Makó tehát lakatlanul került vissza a Magyar Királysághoz, de nem sokáig maradt az. Az 1699-es pozsonyi oklevél adómentességet és közmunkamentességet ígért mindenkinek, aki visszatelepül (az oklevél kiadásának napján ünnepli Makó a város napját). Innentől fogva egy teljesen új Makó története kezdődik, a város gyorsan fejlődött, lakossága (aminek háromnegyede a pusztítás előtt is makói volt) nagy iramban nőtt. Új településrészekkel, orosz és zsidó negyeddel is bővült. A város II. Rákóczi Ferenc szabadságharcában nem vállalt jelentős szerepet, de a fejedelem megvédte a fosztogató csapatoktól. 1730-ban Csanád vármegye székhelyévé vált. A 18. században felépült a megyeháza, a Szent István-plébániatemplom, a református ótemplom, a görögkatolikus templom és a Kálvária-kápolna.
```
MAKÓ: "Magyar mező város Csanád Várm. földes Ura a’ Csanádi Püspökség, lakosai katolikusok, és reformátusok, fekszik Maros vizében közel, Szegedhez 2 mértföldnyire, só háza is vagyon, határja hasonló Tornyához, vagy Földeákéhoz, javai külömbfélék."
 
(
Vályi András
: 
Magyar országnak leírása
 2. kötet, Buda, 
1796
–
1799
)
```

Mária Terézia intézkedései rendkívül kedvezőtlenül érintették Makót. A várost és a hozzá tartozó pusztákat örök joggal Csanád egyházmegye püspökeinek adományozta; a lakók királyi szabadosokból püspöki jobbágyok lettek. A befizetendő pénzadó mértéke is folyamatosan növekedett. Az urbárium bevezetésével a makóiak az általuk eddig ismeretlen dézsmára és robotra lettek kötelezve. Bár a püspököknek a szerbeket kellett volna távol tartania, kötelességükkel mit sem törődtek, így azok folyamatosan veszélyt jelentettek. Krisztovics Imre püspök teljesen maga ellen hangolta a város népességét: a legelőkből akart kihasítani területet, amelyen robotra akarta kötelezni a makóiakat. Ezzel kirobbantotta az úrbéri per (1778–1859) néven hírhedtté vált konfliktust, amely nyolcvan évig tartott. Végül a viszálykodást peres úton zárták le, némi területet átengedve az akkori püspöknek, de robotmunkát nem vállalva.
A török időkből megmaradt szőlőművelés mellett a vízi-, gőz- és szélmalmok üzemelése is jelentős szakmává lépett elő, ezekből összesen 39 működött a városban az 1780-as években. A város bíráskodási jogot kapott közösségi, gazdasági és háztartási ügyekben. Büntetésképpen pénzbírságot, testi fenyítést, vagy cigányok általi kihajítást írhatott elő. Betyárok befogadása esetén a házától meg kellett fosztani annak tulajdonosát.

### A reformkortól a dualizmusig

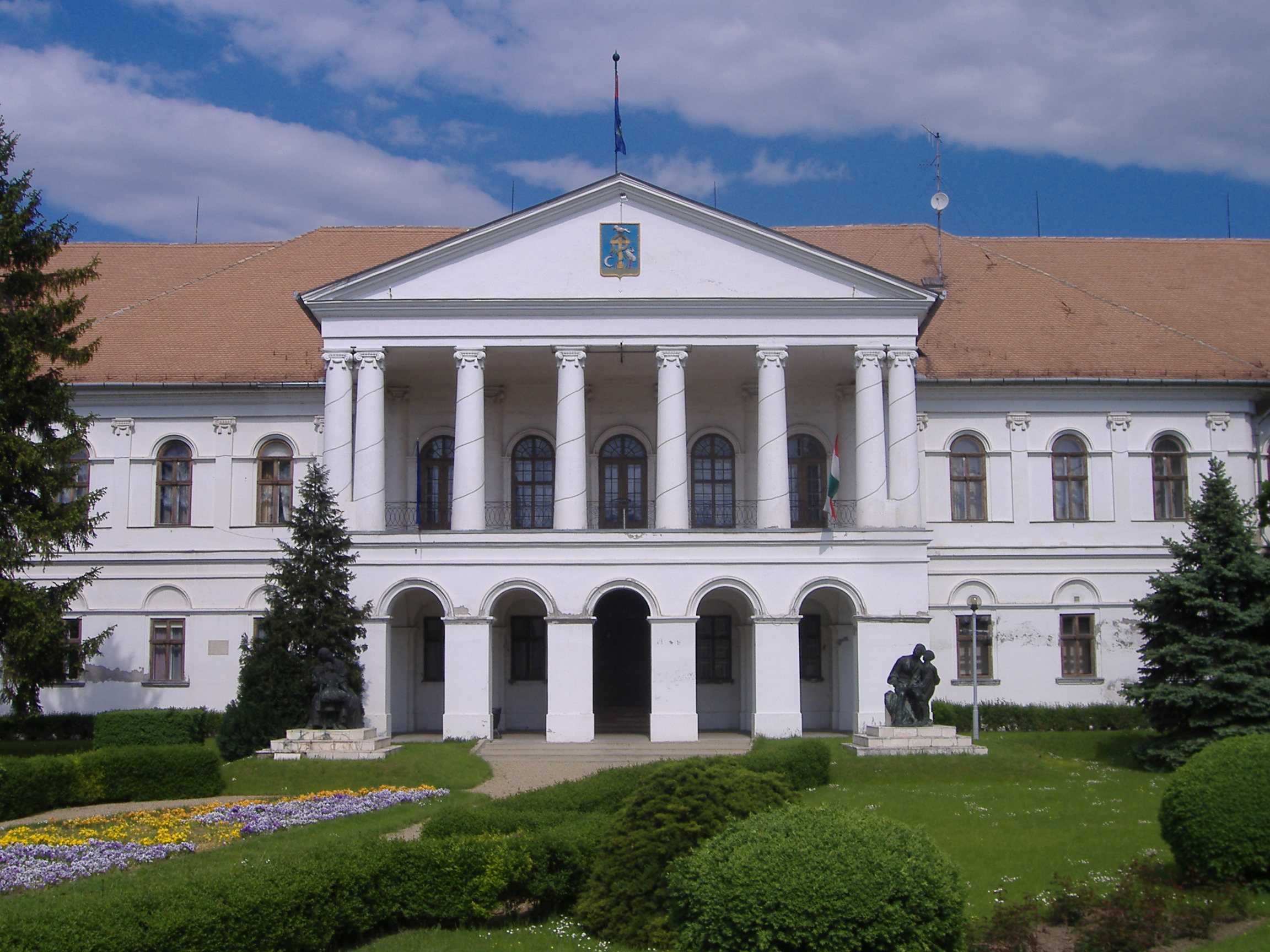
A városháza épülete

A város képviselői mindvégig a haladás mellett tették le a voksukat: elfogadták az örökváltság javaslatát, a 12 pontot, valamint kijelentették, hogy „Vérrel is készek áldozni a szabadságért”. A szabadságharc kezdetekor a szerb hadsereg az ország teljes területét elfoglalta a Maros vonaláig, így Makó stratégiailag fontos város lett. A városban maga Kossuth Lajos is tartózkodott, aki népfelkelést hirdetett. A városnak a harcok első szakasza alatt menekültek áradatát kellett befogadnia, később tevékenyen is részt vett abban. Dobsa Lajos megkezdte a szabadcsapatok szervezését, az egyházak templomainak harangjából ágyút öntöttek. A város rendezett tanácsúvá vált. A makói csapatok (megközelítőleg 428 férfi) súlyos csapásokat mértek az ellenségre a környező falvak (Deszk, Kiszombor) melletti csatákban, de a forradalom bukását az alföldi mezőváros sem kerülhette el. Az orosz csapatok túlerőben voltak, a magyarok Szőregnél a csatát elvesztették, és később letették a fegyvert az osztrák csapatok előtt, kilenc nappal a világosi fegyverletétel előtt. A szabadságharc után a hivatalnokokat börtönbe, az egyházi tisztviselőket kolostorba kényszerítették, a harcokban részt vevő férfiakat az osztrák seregbe sorozták be.
A kiegyezés után felpezsdült az élet: Szeged után Makó volt a vidék első városa, ahol aszfaltoztak és artézi kutakat fúrtak, a városban villanytelep létesült. Eltörölve az osztrák-magyar vámvonalat, a gazdasági teljesítmény, ami főként mezőgazdasági cikkekből állt, megsokszorozódott. 1890-ben Makó népessége elérte a 31 639 főt, az ország 12. legnagyobb városa volt lakosság alapján, megelőzve többek között Pécset, Kassát, Miskolcot és Brassót is. 1883-ban a két évvel korábban megalakult Arad–Csanádi Vasút révén begördült az első vonat a település állomására. A Marosra vasúti és közúti hidakat építettek. A város rendezett tanácsú lett. Felépült a faszínház és a mozi, elkészült a gimnázium impozáns épülete és az internátus, helyi újságok láttak napvilágot. A város kulturális-gazdasági fellendülésének csúcspontját a honfoglalás millenniumának idején érte el.

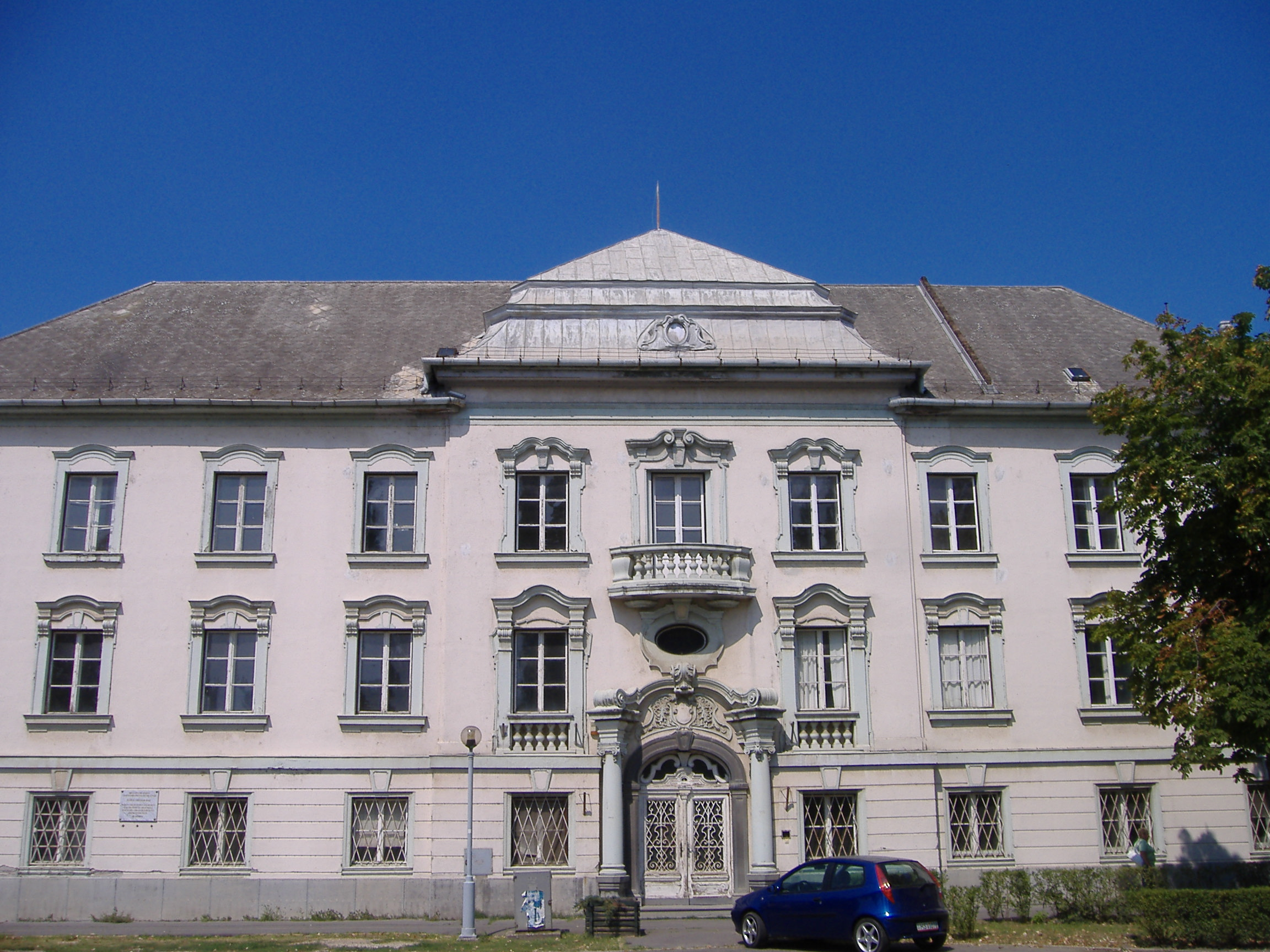
A rendőrkapitányság régi épülete

### A 20. század első fele
A 20. század első évtizedében kiéleződtek társadalmi, politikai és gazdasági ellentétek – a városban a plebejus eszmék legelszántabb aktivistái a pár holdnyi bérelt földön dolgozó hagymakertészek voltak. Az értelmiség haladó szellemű része kiállt a szegényebb néprétegek érdekei mellett. Az Országos Köztársasági Párt 1913. április 14-én Makón megrendezett nagygyűlését a rendőrség feloszlatta.
Makó lakossága az első világháború idején 37 ezer fő volt, ebből 8500 katona vett részt a világháborúban, főként az olasz fronton Doberdónál, és Oroszországban Galíciában. Makó lakosságának kétharmada mezőgazdasági munkát végzett, a rekviráláskor követelt hagyma előteremtése az ő feladatuk volt. A szükséges mennyiségnek azonban csak egytizede került beszolgáltatásra. Családonként kevesebb mint 40 dkg kenyérből gazdálkodtak az emberek naponta. Az olasz frontról a makói katonák 1918. október 31-én tértek haza, már az őszirózsás forradalom eszméit magukban és jelvényeit ruhájukon hordva. 1300 makói lett a világégés hősi halottja.
A francia és szerb csapatok folyamatosan nyomultak előre, 1918. november 29-én már Kiszomborról, a Maros túloldaláról néztek farkasszemet a makói katonákkal. 1919. január 30-án fegyveres harc robbant ki a városban a polgári leányiskola épülete előtt a felfegyverzett tömeg és a csendőrség között. A zavargásokban hat civil és egy csendőr vesztette életét.
Az Oroszországból hazatérő hadifoglyok – akik aktívan rész is vettek a kommunista forradalomban – voltak a fő megszervezői a katona-, paraszt- és munkástanácsoknak. Makó tanácsának vezetője Zombori Lajos lett, a tanácsválasztásokkor 12 ezren voksoltak. Felállították a forradalmi ítélőszéket, a vörösterror makói képviselőjét. Az új rendszer pozitív hatása volt, hogy kötelező egészségügyi vizsgálatokat, vasárnap munkaszünetet rendeltek el, és engedélyezték a piacot. A főként munkásokból álló Vörös Hadseregbe Makón 189 embert toboroztak. A földeket és a téglagyárt államosították, csakúgy mint a két makói nyomdát.
A proletárdiktatúra kikiáltása után néhány héttel Románia általános támadást indított a tanácskormány ellen, ezért a Makóra kirendelt politikai megbízott minden eddiginél nagyobb áldozatokkal járó beszolgáltatást követelt. A városban elszabadultak az indulatok, a felháborodott tömeg meggyilkolta a pesti megbízottat. Válaszul április 27-én vörös terrorkülönítmény érkezett a városba, és több mint 50 túszt hurcolt el magával. Návay Lajost, Csanád vármegye alispánját, a Képviselőház elnökét testvérével együtt brutálisan meggyilkolták. Ugyanezen a napon vonultak be a városba a szerb, francia és román csapatok. A megszálló csapatok 1920. március 29-ig maradtak Makón.
A nem sokkal később érvénybe lépett trianoni békeszerződés súlyos törést hozott Makó számára: a várost elvágták hagyományos erdélyi és bánsági piacaitól, csökkent a bevetett földek száma, 3000 ember vált munkanélkülivé. Az elcsatolt területekről érkező menekültekkel a lakosság száma 1920-ban érte el csúcspontját, 37 141 főt.
Az 1920-as évek végére a gazdasági világválság miatt a mezőgazdasági termékek ára csökkent, az 1930-as aszály következtében óriási lett a munkanélküliség, és a kormány támogatásának hiánya miatt (a gabonatermelőkön igyekeztek segíteni, a hagymásokat figyelmen kívül hagyták) gazdasági káosz lett úrrá.

A harmincas évek közepére stabilizálódott a helyzet, megnőtt a hagymások súlya a városban, és az értelmiségiek aránya is növekedett.

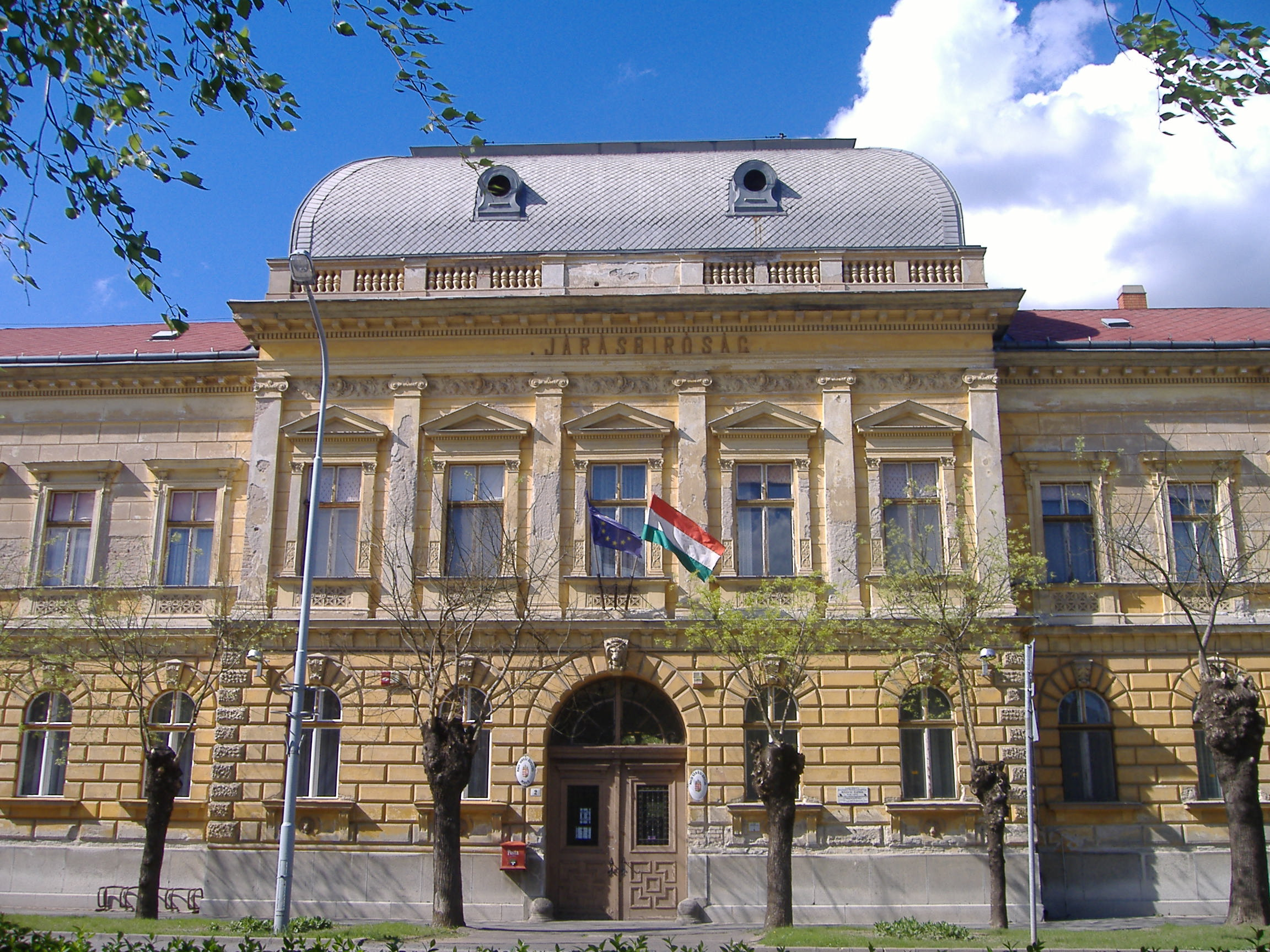
A Városi Bíróság épülete

 A közélet minden téren felpezsdült: országosan elismert tanárok dolgoztak a gimnáziumban, régészeti ásatások folytak Móra Ferenc, a „tiszteletbeli makai” vezetésével, művésztelep jött létre, nyaranta 150 színházi előadást tartottak az 1936-ban épült Hagymaházban, Klebelsberg Kuno irányításával több új iskola létesült. Az írástudatlanok száma 5% alá csökkent. A Nemzeti Parasztpárt 1939-ben itt alakult meg Erdei Ferenc vezetésével, 1937-ben pedig a Márciusi Front bontott zászlót ugyanitt. Justh Gyula országgyűlési képviselőként támogatta a város fejlődését.
A második világháború során az ukrán front csapatai érték el először a várost Malinovszkij tábornok vezetésével. A magyar–német csapatokat, a csekély számú honvédet és a könnyű fegyverzetű határvadászokat 1944. szeptember 26-án szorították ki a városból. A mai Magyarország területén lévő települések közül az elsők között esett el, nem sokkal Csanádpalota után, ami az első, Vörös Hadsereg által elfoglalt település volt. A harcok még két hétig tartottak a város körül, de Makót már nem tudták visszafoglalni a katonák. A városon átgázoló csapatok felrobbantották a Maros-hidat, és a városban átvette az irányítást a SZEB. Makónak több mint 500 hősi halottja lett a harcok során, és közel 1200 zsidó lakost gyilkoltak meg.

### 1945-től a rendszerváltásig
Makó a háború után nehezen tudott talpra állni. A menekültek visszatérése otthonukba elindította a város lakosságának fokozatos csökkenését, és a rendszerváltásra már több mint 7000 fővel lett szerényebb a népesség. 

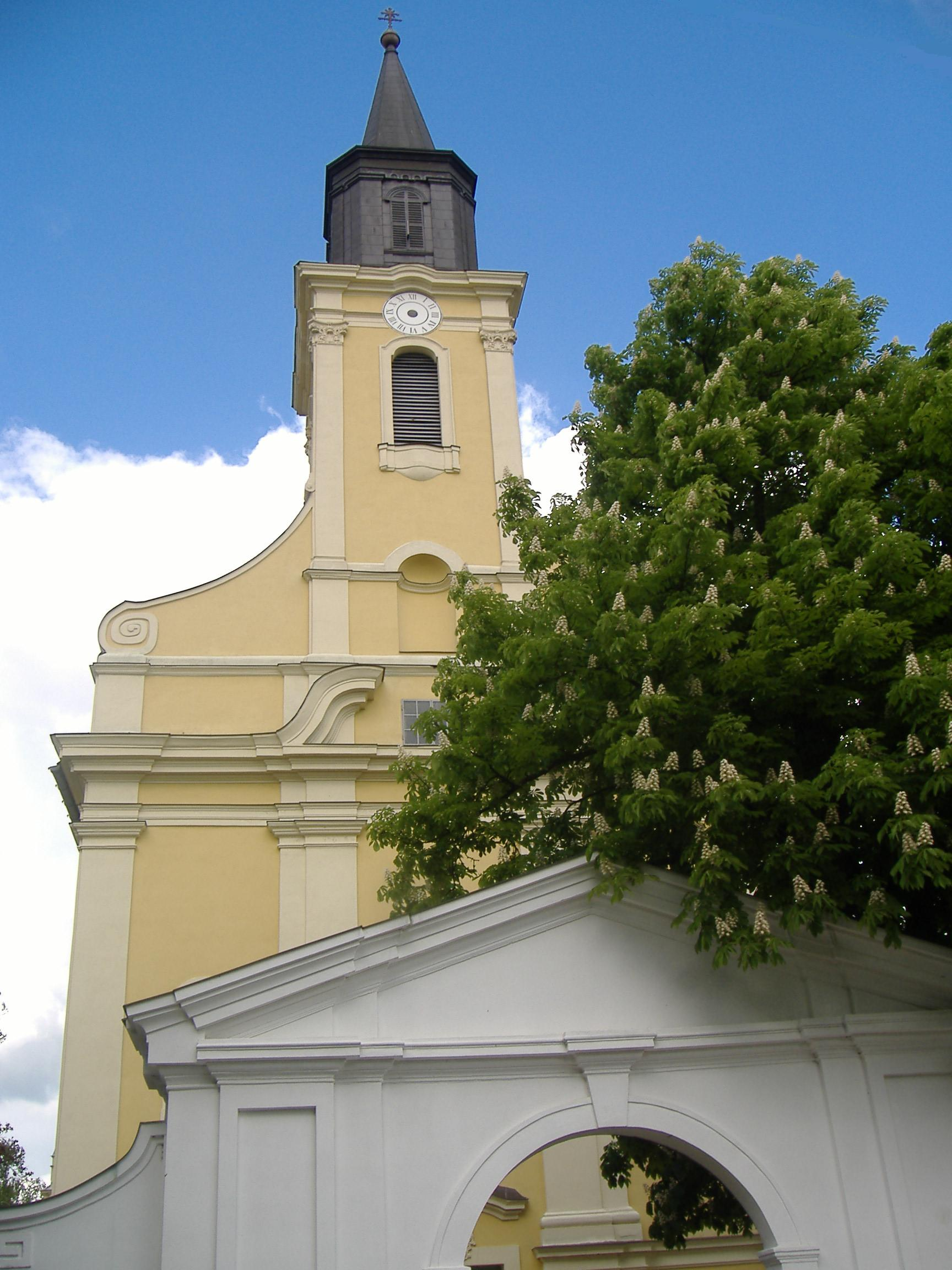
A Szent István Plébániatemplom

Az elvándorlás lélekszámát tekintve Csongrád után a második helyet foglalta el az országban, Budapestet nem számítva itt volt a legnagyobb az egykék számaránya, korszerkezetileg lakossága az egész országban a legelöregedettebb lett. Makó a párizsi békeszerződések megkötésével ismét az ország peremére került. Az 1950-es megyerendezés során március 16-án Csanád vármegyét felosztották Békés megye és Csongrád megye között, ezáltal Makó 220 év után elvesztette megyeszékhelyi rangját, az egykori megye 140 ezres lakossága után vonzáskörzete 70 ezer főre csökkent, amelynek formális keretet a makói járás biztosított.
A második világháború után Makó periférikus helyzete tovább súlyosbodott, az országos gazdasági- és területfejlesztési politika kirekesztette, részben a jugoszláv határ közelsége miatt, majd később, 1956 után az egyéni gazdálkodás túlsúlya miatt. Határon túli kapcsolatrendszerrel az 1970-es évekig szinte nem is rendelkezett.
1952-re termelőszövetkezeti várossá alakították át a települést, a lakosok önerőből négy mgtsz-t hoztak létre (Lenin, Kossuth, József Attila, Úttörő).
Az egykori vasútjavító helyén kialakították a Mezőgazdasági Gépgyárat, a város legnagyobb ipari üzemét. Jugoszlávia közelsége miatt a várost a Rákosi-rendszer éveiben nem fejlesztették, Josip Broz Tito támadásától tartva.
Az 1956-os forradalom itt október 26-án kezdődött, amikor a József Attila Gimnázium lelkes tanulóinak tüntetése után a helyiek ledöntötték a szovjet emlékművet. Munkástanácsok és forradalmi bizottságok alakultak, a város irányítását átvette a Nemzeti Bizottság. Makó rendőrkapitánya, Fazekas Lajos a szabadságért küzdő diákok, munkások oldalára állt, a rendőrség előtt fegyvertelenül fogadta a tüntetőket, és jóváhagyta, hogy a rendőrök és a nemzetőrök együtt óvják a nyugalmat. Jórészt neki köszönhető, hogy semmilyen atrocitás nem történt a településen a forradalom során. November 9-én öt szovjet tank jelezte a szabadság végét. A Nemzeti Bizottságot november 21-én számolták föl, vezetőjét karhatalmisták Szegedre vitték.
Az 1960-as évek közepétől lassú fejlődésnek indult a város, elkezdődtek a járda- és útépítések, valamint a csatornázás. Még a szabadságharc évében megtörténtek az első termálkútfúrások, és ennek eredményeképpen 1963-ban megnyílt az akkor még tisztasági közfürdő a Járási Tanács udvarán. Ez jelenleg Makó legjelentősebb kitörési pontja.
Az 1970-es tavaszi árvíz után az ország irányítása elérkezettnek látta az időt, hogy nagyobb volumenű beruházásokba kezdjen Makón. Gyökeresen átalakult a városkép, a tömeges lakásépítések nyomán ugrásszerűen növekedett a panellakások száma, új lakótelepek alakultak ki. Rendelőintézet, könyvtár, múzeum és zöldségkutató állomás épült, bővültek az iskolák és a kórház. Nőtt a közüzemi vízhálózatba és a vezetékes gázellátásba bekapcsolt lakások száma is.
A központi iparfejlesztési elképzeléseknek megfelelően betelepültek könnyűipari, bútorgyártó, élelmiszer-feldolgozó üzemek. A TAURUS, a FÉG és a MEDICOR műveknek létesült leányvállalata – többségük a rendszerváltás után kivonult a városból. Önállóan működött a ZÖLDÉRT, a HÓDIKÖT, valamint a redőny-, kenyér-, tégla- és kolbászgyár. A nagyobb ipari szövetkezetek a bőr-, házi-, textil-, valamint a vas- és fémiparban tevékenykedtek. 1978-ban megnyílt Makó első nagyáruháza, a Skála-csoportba tartozó Maros Áruház. Ebben az évben nyílt meg az autóbusz-pályaudvar is, amelyet 2010-ben építettek át.

### A mai Makó

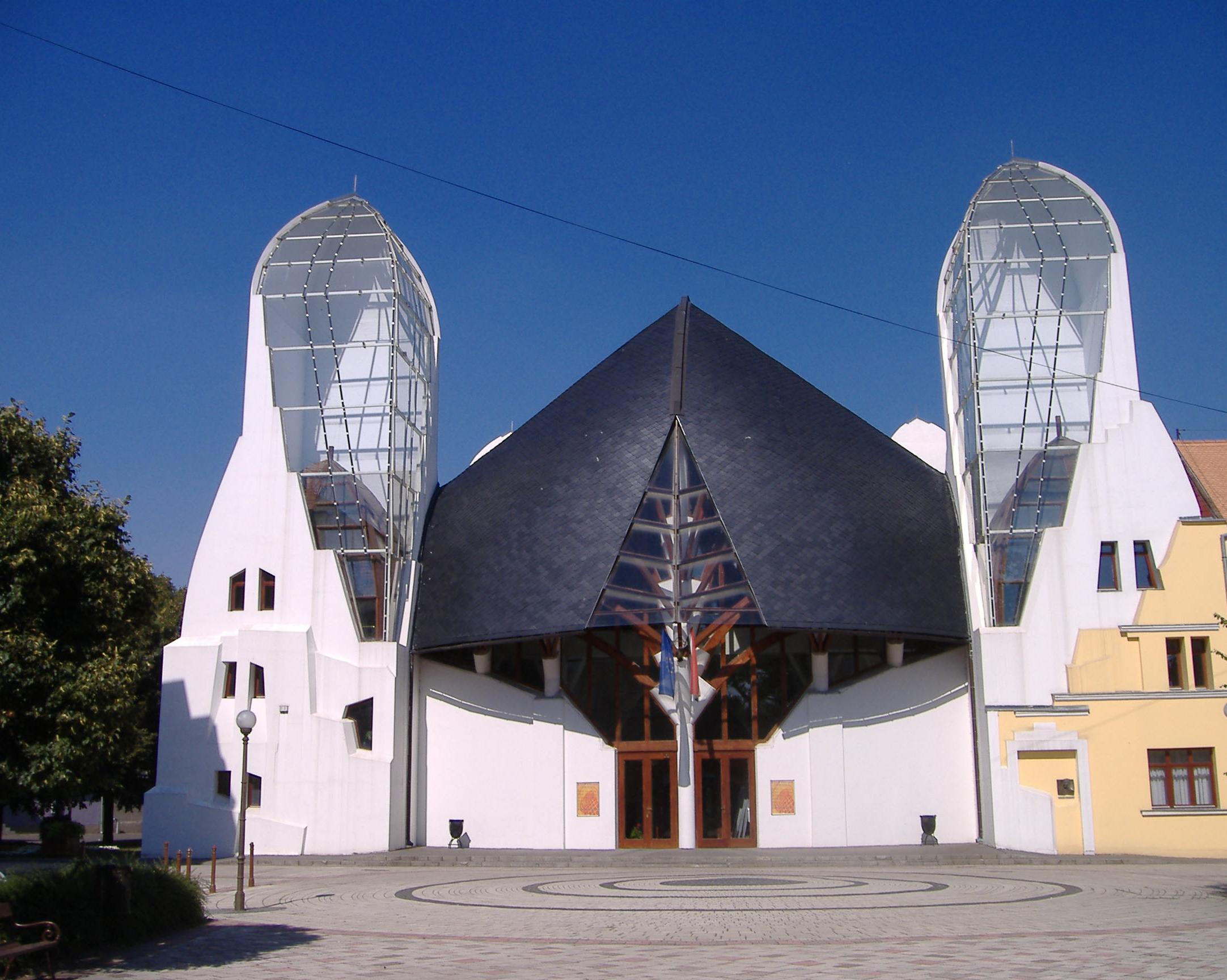
A Hagymaház

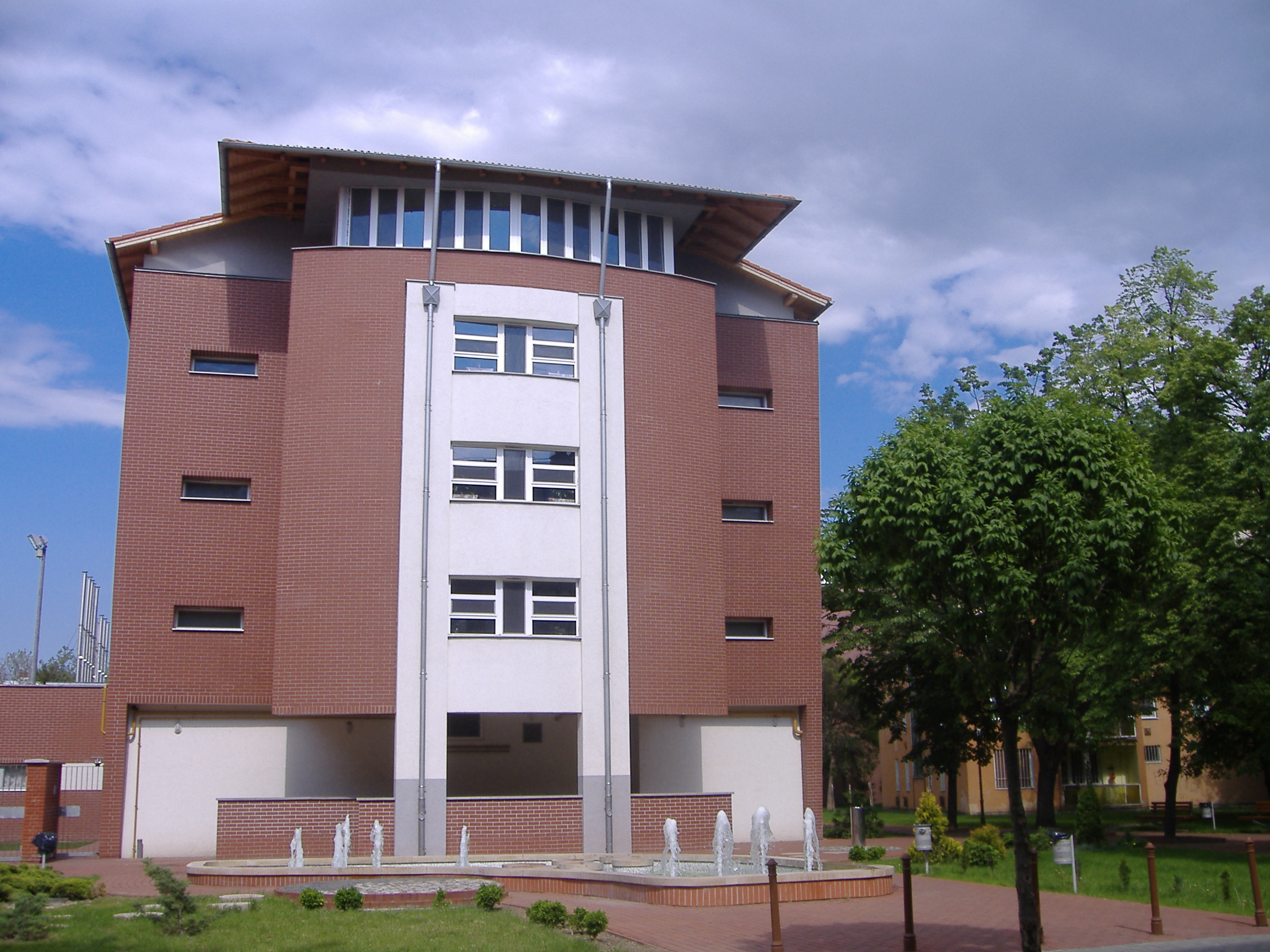
A Pulitzer József Kollégium

A rendszerváltás után a szocialista időszak alatt jelen volt cégek felszámolták üzemeiket, ismét jelentős tényezővé téve ezzel a munkanélküliséget. 1989-ben Makón 7600-an dolgoztak az iparban, 1994-ben ez a szám 2500-ra csökkent, robbanás azonban nem következett be, a gyárakból elbocsátott emberek többnyire kényszervállalkozóként a mezőgazdaságban találtak magunknak megélhetést. Az ipar és a vállalkozások fellendítése érdekében 1998-ban Makót és térségét vállalkozási övezetté nyilvánította az állam, jelentős adó- és pénzügyi kedvezményeket nyújtva 2007 végéig. Az ez utáni időszakban a legfontosabb gazdasági beruházások színterévé az Ipari Park vált, ami a város északkeleti részén helyezkedik el. Makó 2009-ben Befektetőbarát település címet, és különdíjat nyert.
Az 1998-ban átadott Hagymaház nyitotta meg a 2000-es években épült új közintézmények sorát (Erdei János Sportcsarnok, autóbusz-pályaudvar, Közhivatalok Háza, az újvárosi bölcsőde Búza utcai épülete, az új gyógyfürdő és wellnessközpont, Pulitzer József Kollégium, Kálvin téri új iskolaépület), amelyek közül az első hat a világhírű organikus építész, Makovecz Imre tervei alapján készült. Az új építészeti értékek következetes megteremtésért és a régiek megóvásáért a város 2010-ben Hild János-díjat kapott.
A telekommunikációval való ellátottság és a aszfaltborítású utak kiépítettsége ugrásszerűen megnőtt az 1990-es években. A szilárd burkolattal ellátott, portalanított felületű utak aránya 2008-ban 96% volt, hiányosságok főként a Honvéd városrészben tapasztalhatóak még.
Járási központként 50 000 embert lát el szociálisan. Ezen a szerepén túl, az ország délkeleti kapujaként európai uniós és nemzetközi kapcsolatok közvetítőjeként érvényesül. A város fő kitörési pontja az idegenforgalom lehet, melyben a hangsúlyt a kulturális programok és a termálfürdő alkotják.
A Virágos Magyarország 2022-es fődíja és a 2023-as európai ezüstérem a folyamatos fejlődés eredménye: a rendszerváltáskor még a legkevesebb zöldterülettel rendelkező magyar városok között volt. A siker nagyban köszönhető a Virágos Makó programnak, amely a lakosság nagy részét ösztönözte a környezetszépítésben való aktív részvételre.
2006. július 20-án a város külterületén követték el az egész országot megrázó Pénzes Henrietta-gyilkosságot.
2007-ben az Idősbarát Önkormányzat díját nyerte el az államtól, ezenkívül az Európa Oklevél birtokosa, amelyet az Európai Unió adományozott neki „elismerve Makó város önkormányzatának erőfeszítéseit, amelyet az európai eszmék népszerűsítéséért igen dicséretre méltó módon tett”.
Makó 2007-ben a második helyet szerezte meg az Év települése versenyen, négyszáz szavazattal lemaradva Sárospatak mögött.

## Főbb közigazgatástörténeti adatok 1886-tól
| Főbb közigazgatás-történeti adatok 1886 óta | Főbb közigazgatás-történeti adatok 1886 óta   |
| ------------------------------------------- | --------------------------------------------- |
| Rangja                                      |                                               |
| 1929-ig                                     | rendezett tanácsú város                       |
| 1930–1950                                   | megyei város                                  |
| 1950–1954                                   | közvetlenül a járási tanács alá rendelt város |
| 1954–1971                                   | járási jogú város                             |
| 1971 óta                                    | város                                         |
| Hozzá tartozó települések                   |                                               |
| 1954-ig és 1963 óta                         | Rákos                                         |
| Területi beosztása                          |                                               |
| 1923-ig                                     | Csanád vármegye                               |
| 1923-1945                                   | Csanád, Arad és Torontál k.e.e. vármegye      |
| 1945–1950                                   | Csanád vármegye                               |
| 1950–1954                                   | Csongrád megye, Makói járás                   |
| 1954 óta                                    | Csongrád megye                                |
| 1994 óta                                    | Csongrád megye, Makói kistérség               |
| Megyeszékhely                               |                                               |
| 1923-ig                                     | Csanád vármegye                               |
| 1923–1945                                   | Csanád, Arad és Torontál k.e.e. vármegye      |
| 1945–1950                                   | Csanád vármegye                               |
| Egyéb központi szerepköre                   |                                               |
| 1950-ig                                     | Központi járás székhelye                      |
| 1950–1983                                   | Makói járás székhelye                         |
| 1977–1990                                   | Makói városkörnyék központja                  |
| 1994 óta                                    | Makói kistérség központja                     |

### Polgármesterei
Lásd: Makó polgármestereinek listája

| Név                 | Párt        | Terminus  | Megjegyzés / Források |
| ------------------- | ----------- | --------- | --- |
| Dr. Sánta Sándor    | FKgP        | 1990–1994 | Az 1990-es polgármester-választásról a Nemzeti Választási Iroda nyilvántartásából csak a végeredmény állapítható meg.                                                      |
| Dr. Buzás Péter     | MSZP        | 1994–2014 | Az 1994. december 11-én megtartott választáson a 7373 érvényesen leadott szavazatból, nyolc jelölt közül 1864 szavazatot szerzett meg, amivel 25,28 %-os eredményt ért el. |
| Dr. Buzás Péter     | MSZP-PSZM   | 1994–2014 | Az 1998. október 18-án megtartott választáson a 8275 érvényesen leadott szavazatból, három jelölt közül 5231 szavazatot szerzett meg, amivel 63,21 %-os eredményt ért el.  |
| Dr. Buzás Péter     | MSZP-PSZM   | 1994–2014 | A 2002. október 20-án megtartott választáson a 9768 érvényesen leadott szavazatból, két jelölt közül 6049 szavazatot szerzett meg, amivel 61,93 %-os eredményt ért el.     |
| Dr. Buzás Péter     | MSZP-PSZM   | 1994–2014 | A 2006. október 1-jén megtartott választáson a 8902 érvényesen leadott szavazatból, három jelölt közül 5020 szavazatot szerzett meg, amivel 56,39 %-os eredményt ért el.   |
| Dr. Buzás Péter     | MSZP-PSZM   | 1994–2014 | A 2010. október 3-án megtartott választáson a 9349 érvényesen leadott szavazatból, három jelölt közül 4806 szavazatot szerzett meg, amivel 51,41 %-os eredményt ért el.    |
| Farkas Éva Erzsébet | Fidesz–KDNP | 2014–     | A 2014. október 12-én megtartott választáson a 9327 érvényesen leadott szavazatból, három jelölt közül 4144 szavazatot szerzett meg, amivel 44,43 %-os eredményt ért el.   |
| Farkas Éva Erzsébet | Fidesz–KDNP | 2014–     | A 2019. október 13-án megtartott választáson a 9095 érvényesen leadott szavazatból, három jelölt közül 6127 szavazatot szerzett meg, amivel 67,37 %-os eredményt ért el.   |
| Farkas Éva Erzsébet | Fidesz–KDNP | 2014–     | A 2024. június 9-én megtartott választáson a 9948 érvényesen leadott szavazatból, négy jelölt közül 5499 szavazatot szerzett meg, amivel 55,28 %-os eredményt ért el.      |

## Népesség

### Demográfia és lélekszámváltozás
A város népességének alakulása:
| 1717 | 1756 | 1801 | 1827   | 1869   | 1920   | 1930   | 1947   | 1964   | 1977   | 1990   | 2001   | 2010   | 2015   |
| 400  | 2590 | 8645 | 17 148 | 27 759 | 37 141 | 35 824 | 35 711 | 29 844 | 30 049 | 27 766 | 25 607 | 24 029 | 22 926 |

| Lakosok száma | 23 378 | 23 100 | 22 514 | 22 289 | 21 878 | 21 913 | 21 759 |
|               | 2013   | 2014   | 2018   | 2021   | 2022   | 2023   | 2024   |

A város lakói közül 354 fő él a külterületeken. A város össznépességéhez viszonyítva ez a szám megyei viszonylatban is csekély.
A természetes szaporodás abszolút értéke a lakónépességhez viszonyítva 1990 és 2001 között ‒2262 fő volt, mely fajlagosan Csongrád megye városai között Szeged után a második legkedvezőtlenebb.
A 2001-es népszámlálás adatai szerint Makó lakosai közül 16% volt gyermekkorú (0–14 éves), 61% aktív korú (15–59 éves), 23% pedig időskorú (60 év felettiek).
Az etnikai megoszlás a következőképpen alakult a 2001-es népszámlálás szerint: a város lakosságának 95,5% vallotta magát magyarnak, 0,8% cigánynak, 0,3% németnek, 0,3% románnak, 0,2% szlováknak, 0,1% pedig szerbnek. Makón 2010-ben cigány és román kisebbségi önkormányzat alakult.
A 2011-es népszámlálás során a lakosok 89,4%-a magyarnak, 1,6% cigánynak, 0,4% németnek, 0,9% románnak, 0,2% szerbnek mondta magát (10,6% nem nyilatkozott; a kettős identitások miatt a végösszeg nagyobb lehet 100%-nál).
2022-ben a lakosság 88,4%-a vallotta magát magyarnak, 1,1% cigánynak, 0,7% románnak, 0,4% németnek, 0,1-0,1% szlováknak, örménynek és szerbnek, 2,6% egyéb, nem hazai nemzetiségűnek (11,5% nem nyilatkozott; a kettős identitások miatt a végösszeg nagyobb lehet 100%-nál).

### Vallási összetétel
Makó felekezeti megoszlása 2001-ben: 34,8% vallotta magát római katolikusnak, 23,4% reformátusnak, 3,7% görögkatolikusnak, 0,7% evangélikusnak. 1,1% más egyházhoz vagy felekezethez tartozónak, míg 25,7%-uk nem tartozott egyházhoz, felekezethez. 10,5%-nak ismeretlen volt a világnézete, vagy nem válaszolt a népszámláláson.
2011-ben a vallási megoszlás a következő volt: római katolikus 25,4%, református 15,6%, evangélikus 0,5%, görögkatolikus 2,9%, felekezeten kívüli 31,6% (22,3% nem nyilatkozott).
2022-ben vallásuk szerint 18,1% volt római katolikus, 10,5% református, 2,1% görög katolikus, 0,4% evangélikus, 0,2% ortodox, 0,1% izraelita, 1% egyéb keresztény, 0,7% egyéb katolikus, 23,3% felekezeten kívüli (43,4% nem válaszolt).

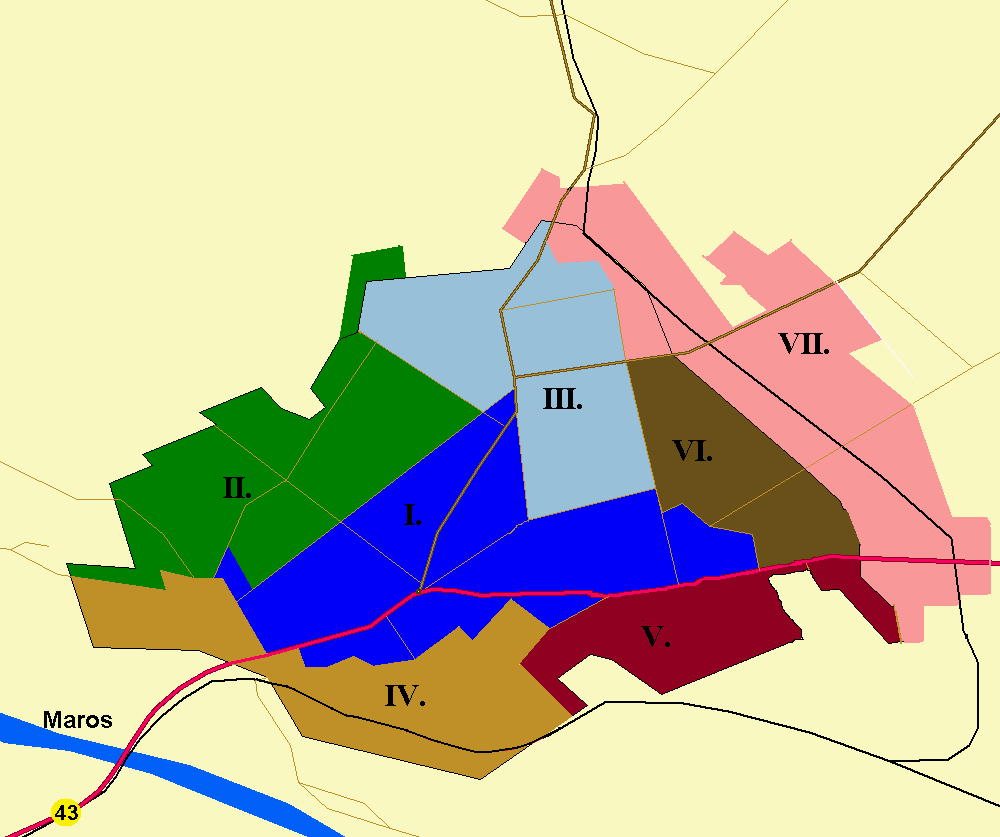
Makó városrészei

## Városrészek
Makón a hagyomány és a történelmi sajátosságok eredményeképpen 25-nél is több városrész van, amelyek mérete igen változó. A 2008-as városfejlesztési stratégia () hét városrészt határoz meg, a rendezési körzetek, az építészeti stílusok elterjedése, a beépítések jellege és a fizikai fejlődés alapján. Ezek közül hat „valódi” városrész, a hetedik az ipari hasznosítású területeket jelöli. Hivatalosan létezik egy nyolcadik városrész is, ami a városhoz tartozó külterületeket jelöli.

## Látnivalók

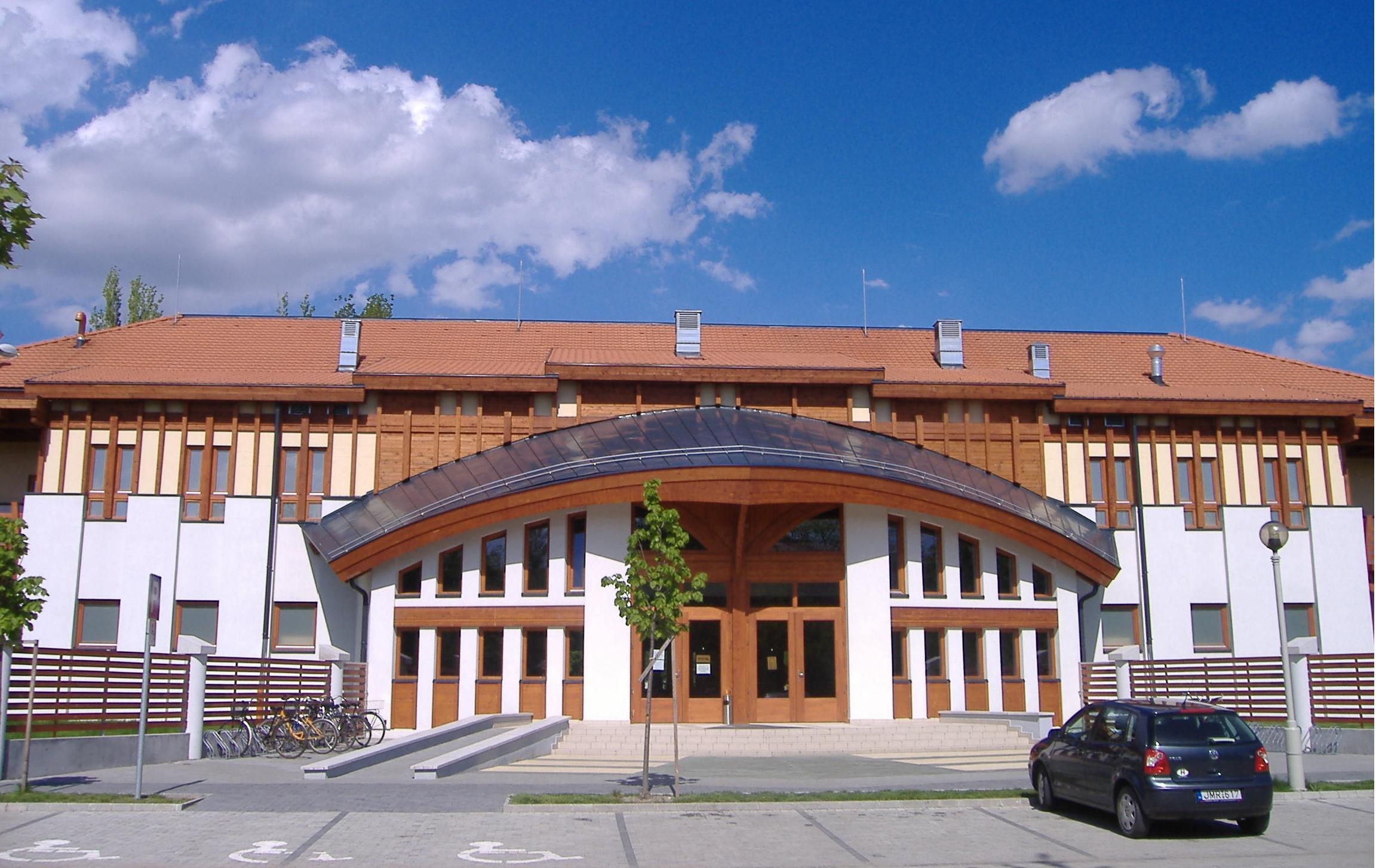
A Termál- és Gyógyfürdő fogadóépülete

A város rengeteg sokszínű idegenforgalmi látványossággal várja az idelátogatókat. A természeti értékek közül a Marosi ártér, a gyógyiszap és a termálvíz a legjelentősebb, a vendégek a helyi fürdőben élvezhetik jótékony hatásukat. Építészeti értékei között vannak klasszicista, barokk, eklektikus épületek, de a modern építészet is képviselteti magát Makovecz Imre és Csernyus Lőrinc épületeivel. A városban elhelyezett emléktáblák képet adnak a Makóra látogatónak a település múltjáról, jeles személyiségeiről. Gasztronómiai szempontból a makói vöröshagyma nemzetközileg is elismert és keresett termék, az ehhez kapcsolódó termékek (hagymapálinka, hagymás kenyér) szintén növelik a város ismertségét.

## Kultúra és oktatás

### Rendezvények
A város számos programot kínál vendégeinek és lakóinak egyaránt, arra törekedve, hogy minden korosztály megtalálja a kedvére valót.

#### Gitárfesztivál
A Makói Nemzetközi Gitárfesztivál a város egyik legfiatalabb programja, először 2007-ben rendezték meg. Az eseményen magyar és külföldi művészek és tanítványaik lépnek fel, a többnapos rendezvény színtere a Korona szálló és a Hagymaház. A gitárfesztivál fővédnöke Buzás Péter, a város polgármestere.

#### Grillfesztivál
Az eseményt a makói kandallógyár szervezi 2002 óta. Az első alkalom még reklám volt a cég grillsütői számára, mostanra kulináris vetélkedővé nőtte ki magát. A programon résztvevőket koncertek is szórakoztatják. A rendezvényt több ezren keresik fel minden évben, amelyeken a muzsikát főként a mulatós zene képviselői, valamint a helyi énekesek és együttesek biztosítják. Emellett vándortársulatok színpadi produkciói és különféle sportprogramok is kapcsolódnak a fesztiválhoz.

#### Gyöngyfüzér Gála
A város önkormányzata által 2001-ben indított rendezvénysorozat tehetséges gyermekeket mutatja be; a Gyöngyfüzér Gála a Komplex Művészeti Szemle legjobb produkcióinak antológiája. A háromtagú zsűri feladata a gyermekek elbírálásán kívül az őket benevező oktatási intézmények közötti sorrend felállítása is. 2007-ben 400 gyermek szerepelt a művészeti szemlén.

#### Hagymabál
A város legrangosabb bálját 1999 óta rendezik meg a Hagymaházban. Az esemény már csak nevében kötődik a hagymatermesztéshez; a rendezvény polgári eleganciát sugall, a díszletek hagyományosan a velencei karnevált idézik. A mulatság 2007 óta önköltséges; szervezője a kezdetek óta a Hagymáért Alapítvány.

#### Hagymakarnevál
A város össznépi farsangi mulatsága, amire bárki benevezhet. A jó hangulatú eseményen Makó apraja-nagyja együtt búcsúztatja a telet. A program 1996-ban indult útjára. A rendezvény egyben jelmezverseny. A maskarákon kívül zenés-táncos produkciók versengése is helyet kap, szintén komoly díjazással.

#### Honvéd Emléknap és Találkozó
A hagyományosan szeptemberben megrendezett esemény 1993 óta része a város kulturális életének. Az emléknap fővédnöke a mindenkori honvédelmi miniszter. A rendezvényen tudományos üléseket, hadtörténeti kiállításokat, és harci jármű bemutatót tekinthetnek meg az érdeklődők; ezen a napon tartják a második világháborúban elesettek emlékünnepségét, ahol a történelmi egyházak képviselői imádkoznak az elesettek és a hozzátartozóik lelki üdvéért.

#### Makó Expo
A gazdasági seregszemle először 2001-ben volt, a Marosmenti Vállalkozók Szövetsége alapította. A rendezvényhez minden második évben a település önkormányzata anyagilag is hozzájárul. Azóta többnyire folyamatosan bővült a kiállítók és résztvevők száma, ami 60 és 52 között mozog. A testvérvárosok is részt vesznek az eseményen, csakúgy mint a helyi ipar képviselői.

#### Makói Grafikai Művésztelep
A képzőművészeti alkotótábor 1977-ben alakult. Fő profilja az ofszetlitográfia. A hagyományt 1992-ben alapították újjá. Az évente három hétig tartó program igen különleges, hiszen kizárólag határon túli magyar művészeket hívnak meg – ezzel egyedülálló az országban. A résztvevők két művüket hagyják meg a városnak, amely a helyi gyűjteménybe kerül. Ez az esemény elnyerte a Magyar Művészeti Akadémia millenniumi pályázatának arany oklevelét.

#### Makói Muzsika
Az első Makói Muzsikát 2005-ben rendezték meg. A több hétvégén át tartó zenei programokra jelképes összegért lehet jegyet venni. Komoly- és könnyűzene egyaránt helyet kap a színpadon, csakúgy mint musicalek széles sora. A szabadtéri esemény egy-egy előadását több mint 3000-en látták. A programot az önkormányzat kettős céllal indította útjára: kikapcsolódást teremtsen a kistérség lakóinak, ugyanakkor növelje a város rangját és hírnevét az ideérkező vendégek és művészek révén. Az Operettfesztivál sikere után megnövekedett az igény más műfajokra is a helyiek körében, a városvezetés így elindította a Makói Muzsika rendezvénysorozatot.

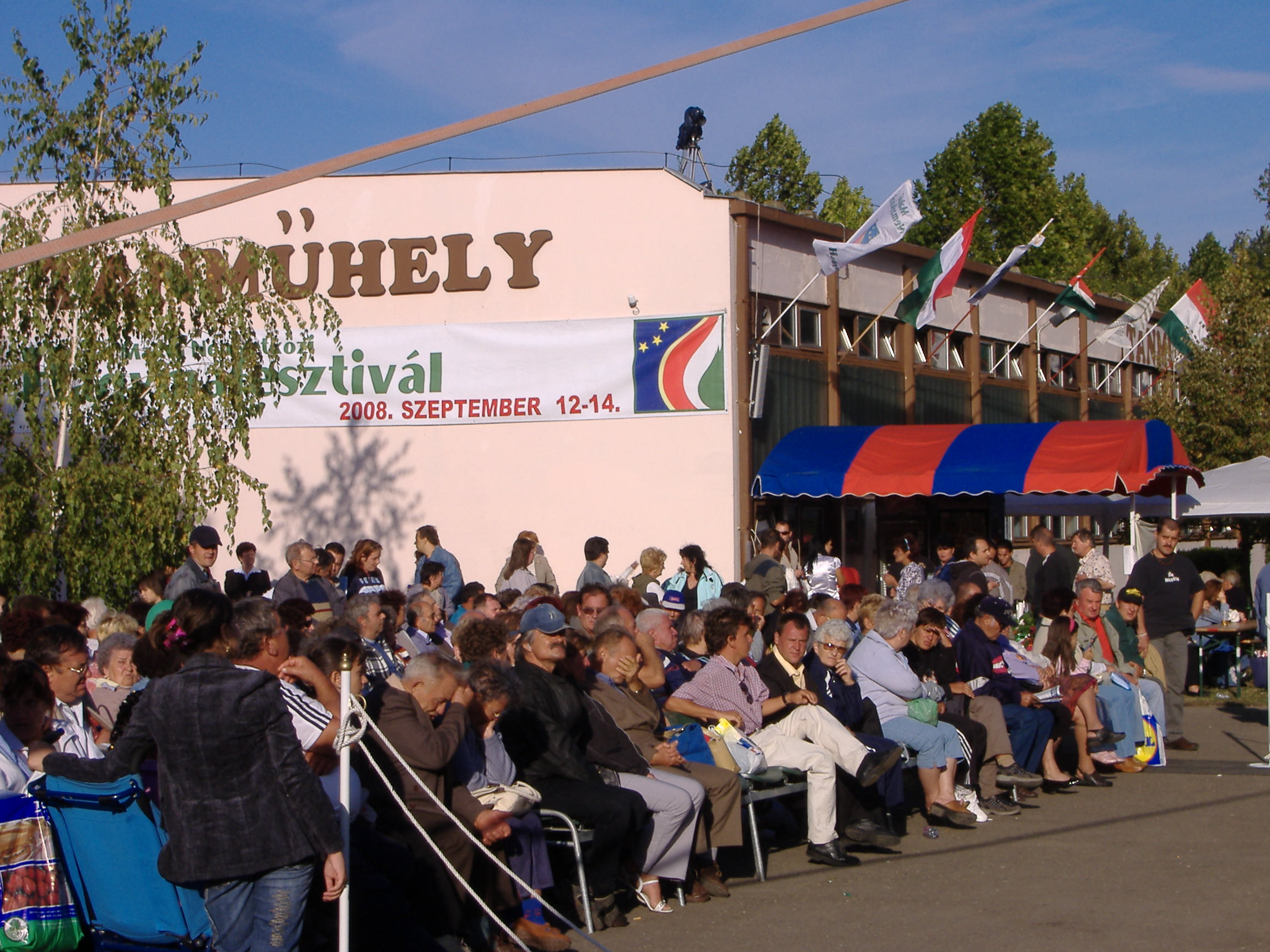
Nézők figyelik a 2008-as Makói Nemzetközi Hagymafesztivál egyik kulturális kísérőrendezvényét az Aradi úti tanműhely területén

 Az önkormányzat közel 10 millió forint értékben finanszírozza a rendezvényt, így a jegyár csak jelképes.

#### Makói Nemzetközi Hagymafesztivál
A három napos fesztivál a város és a térség legjelentősebb rendezvénye, országosan is ismert és jegyzett program, az elsőt 1991-ben tartották. Az évek alatt a Hagymafesztivál nagy változásokon ment keresztül: a szakmai programok kiegészültek kulturális programokkal, koncertekkel és gasztronómiai vetélkedőkkel. Minden évben Makó testvérvárosai is bemutatkoznak a helyieknek, de a határokon átnyúló együttműködések résztvevői is képviseltetik magukat. A fesztivál kísérőrendezvényei közé tartoznak a tenisz-, úszó-, lovas- és lövészversenyek, a labdarúgótornák és más sportesemények. A Makói Nemzetközi Hagymafesztivál fővédnöke Illés Zoltán, a vidékfejlesztési minisztérium környezetügyért felelős államtitkára.

#### Operettfesztivál
A város operettkedvelőinek ötletére jött létre ez a program 2001-ben. A Hagymaház szabadtéri színpadán megrendezett eseményre a város lakóin kívül egyre több vendég érkezik a térségből és a megyéből.

### Múzeumok és kiállítóhelyek

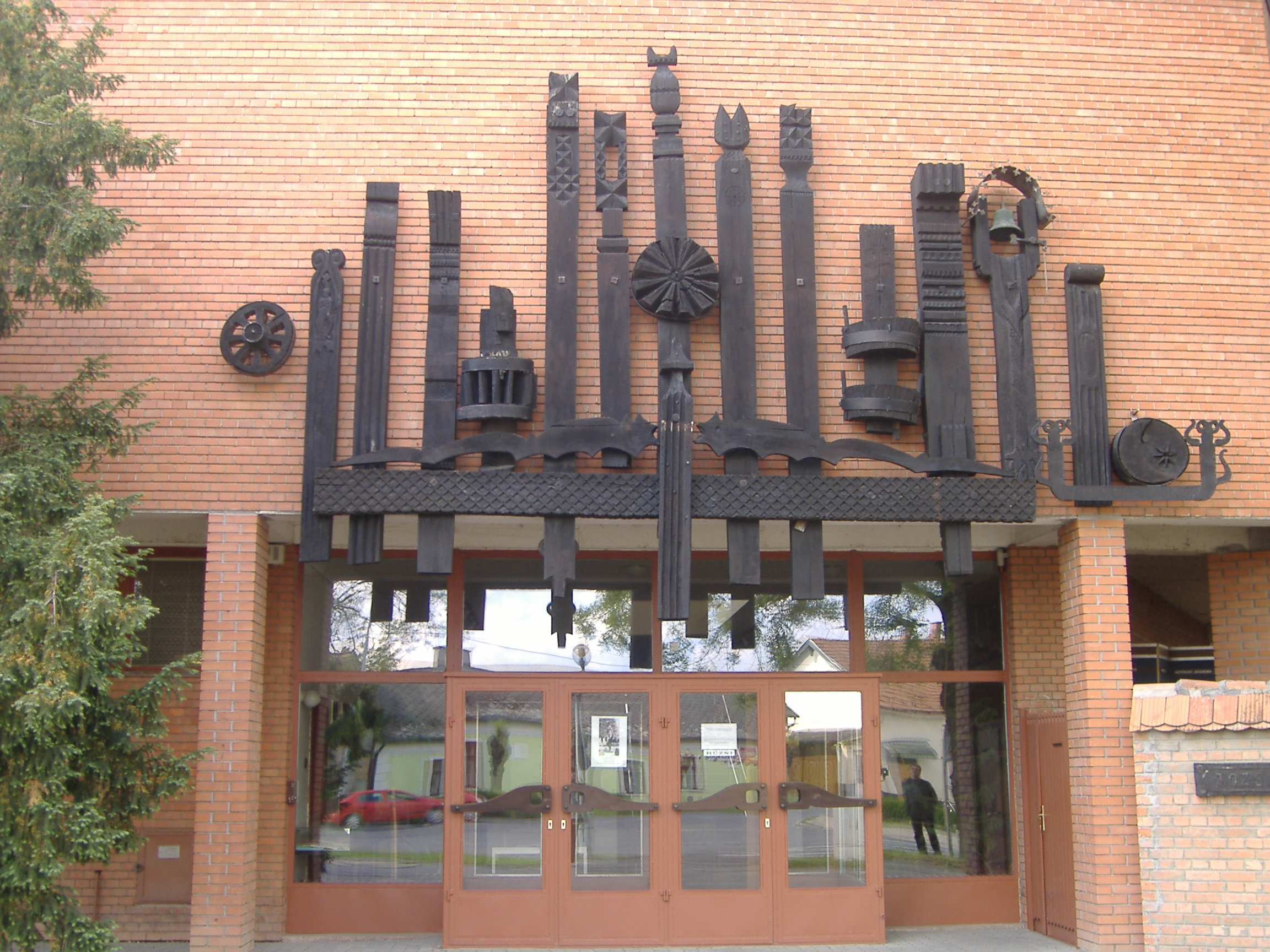
A József Attila Múzeum bejárata

A városban található a 2005-ben az „Év Múzeuma” címmel elismert József Attila Múzeum, amelynek gyűjtőterülete a makói kistérségre terjed ki. Kiállításai, többek között, bemutatják Makó 700 éves történetét, a város híres szülötteinek munkásságát. Az épületben festmények és szobrok is megtekinthetők, udvarában skanzen található. Itt hagymás ház, asztalos- és kovácsműhely, cigányputri és kotárka várja a látogatókat. Intézményileg a múzeumhoz tartozik, de önálló épület az Espersit-ház, amely irodalmi kiállítóhely. Bemutatja Espersit János, Juhász Gyula, József Attila, Móra Ferenc és Rudnay Gyula makói éveit, a város színházi és politikai életét, valamint a helyi sajtó történetét. A Sportmúzeum, amely a Pénzügyi palotában működik a város sportolóinak állít emléket gazdag gyűjteményével. A látogatók megtekinthetik a Makói Panoptikumot a Korona Szállóban, ami a település 1900-as évekbeli piacterét mutatja be bábuk, eredeti használati tárgyak, archív képek és makettek segítségével. Ugyanitt lehetőség van Maros-völgyi ételrecepteket olvasni digitális formában. A Szikszai György–Szirbik Miklós-emlékház a Református ótemplom mellett található, a belvárosi egyházközösség üzemelteti. A tárlat 250 év anyakönyveit, bibliáit, és a felekezethez kötődő egyéb tárgyakat mutat be. Az egykori makói prédikátorok portréját is itt állították ki.

### Művészeti csoportok

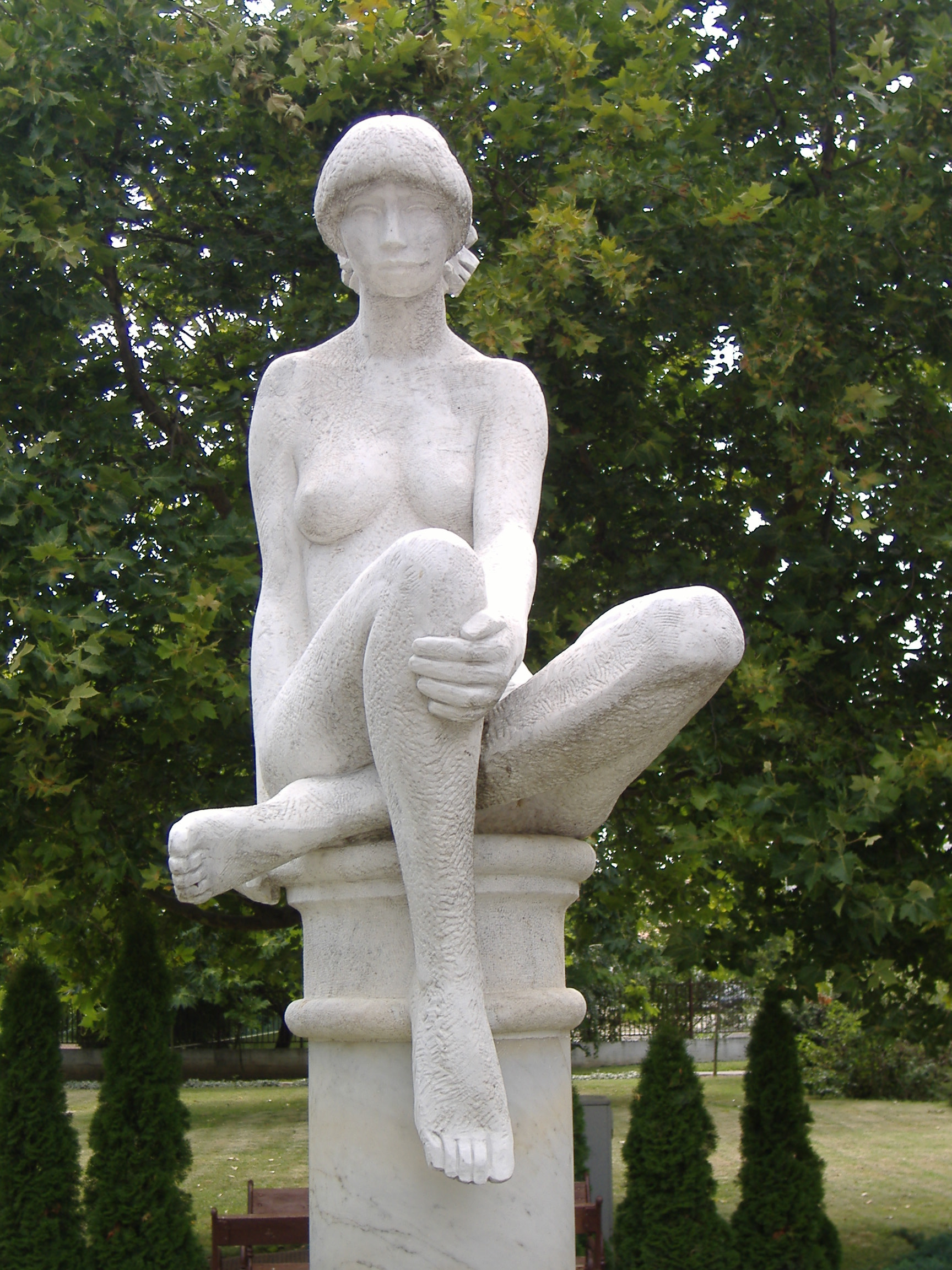
A Múzsák kútjának főalakja

#### Maros Táncegyüttes
A magyar néptánc hagyományát őrző civil szervezet újjáalapítása óta már 31 év telt el. A több mint 170 tagot számláló táncegyüttesben megtalálhatók óvodáskorú és nyugdíjas táncosok is. A Marost fellépésein az azonos nevű zenekara kíséri, rangos hazai és külföldi eseményeken való megjelenésüket elismeréssel fogadják a kritikusok és a nézők egyaránt. Az együttes több egykori tagja már az Magyar Állami Népi Együttesben táncol, és arra is volt már példa, hogy külföldi fesztiválon jelentős pénzösszeggel honorálják a Maros Táncegyüttes szereplését.

#### Zenekarok, együttesek
Makón a zenei oktatás nagy hagyományának köszönhetően számos zenekar működik. Az önkormányzati fenntartású zeneiskolában – ami ma a Makói Általános Iskola része – jelenleg két vonós (Tücsök Zenekar, Ifjúsági Vonószenekar), két fúvós (a 2006-ban létrejött Makói Általános Iskola Fúvószenekara és a 2013-ban alakult Maros-parti Deák Big Band) és két szimfonikus (Makói Szimfonikus Zenekar, Bartók Gyermek Szimfonikus Zenekar) működik. A zenekarok eleinte helyi rendezvényeken játszottak, a fúvószenekarok karácsonyi koncertje példátlan népszerűségnek örvend a városban. Mostanra egész Európát bejárták, a csoportok több nemzetközi fesztiválon szerepeltek eredményesen, a Bartók Ifjúsági Fúvószenekar a VI. Saxoniade Nemzetközi Fúvószenekari Fesztiválon kategóriájának győztese lett. Az alapítványi fenntartású Makói Magán Zeneiskola növendékeiből is szerveződött egy ifjúsági fúvószenekar. A könnyűzenét többek között a szimfonikus rockzenét játszó Overdream együttes, és az 1998-ban alakult, avantgarde metalt játszó Thy Catafalque képviseli, amely külföldi kiadóknál jelenteti meg albumait. Jelenleg inaktív a korábban tizenkét évig együtt zenélő, szintén avantgarde metal Gire, amelynek lemezét a 2007-es év hazai metal albumává választották (Hungarian Metal Awards). Mindkét zenekar tagja Kátai Tamás, akinek 2006-ban megjelent egy szólóalbuma az olasz Ars Benevola Mater kiadásában. További zenekarok: Dispopulaar, Shiva, Steel, Evil's Tears, Athame, Merculistarya, Stainless, Apographa, MetalstorMSudden Idea. 2020- ban a Thy Catafalque egykori gitárosa Juhász János megalapította a makói székhelyű Damnation death metal zenekart, mely az erdélyi Pest recods támogatásával kiadott egy Ep-t 2021-ben, jelenleg a hamarosan kiadásra kerülő nagylemezen dolgoznak. Feloszlott formációk: Chasing Rainbows, The Garde, Primator, Ivanhoe, Sea, Gort, Homelock, Snobbird.

#### Balett
1998 óta működik a városban alapfokú balettoktatás, jelenleg Makói Általános Iskola keretein belül. A balett-tanszak Magyarország legjobb iskolai balettcsoportjának bizonyult 2008-ban a háromévente megrendezésre kerülő klasszikusbalett-versenyen, a művészeti csoportból több növendék is kikerült, akik a budapesti balettintézetben, vagy a pécsi táncművészeti főiskolán tanultak tovább. A művészeti ággal foglalkozó diákok száma 70 és 90 fő között mozog. A 2011-es, a Táncpedagógusok Országos Szövetsége által kiírt hazai fesztiválon a továbbképzős balettosok ismét megszerezték az első helyet.

#### Mazsorett
A Makói Majorette Egyesület 1995-ben alakult meg, öt csoportjában, több mint 70 fő tanulja a mazsorettet 5-től 20 éves korig. Az alapképzésen felül a fiataloknak modern táncot is oktatnak. Az egyesület többször szerepelt már külföldi rendezvényeken is. 2010-ben Makón rendezték a Magyar Országos Mazsorett Bajnokságot, 19 egyesület és 560 versenyző részvételével.

#### Kórusok
A város gyermekei a Kicsinyek Kórusában vagy a Bartók Kórusban énekelhetnek, mindkét művészeti csoport a Makói Általános Iskolához tartozik szervezetileg. A kórusok által elnyert díjak közé tartozik Csongrád megye Arany Minősítése Diplomával az Éneklő ifjúság megyei hangversenyen, a Bartók kórus 2007-ben az Év kórusa címet nyerte el. A felnőtteket a Makó Városi Vegyeskar képviseli, amely 1988. október 15-én jött létre, és 40 fővel működik. A kórus a városi rendezvényeken való részvétel mellett külföldön is koncertezik.

### Oktatás

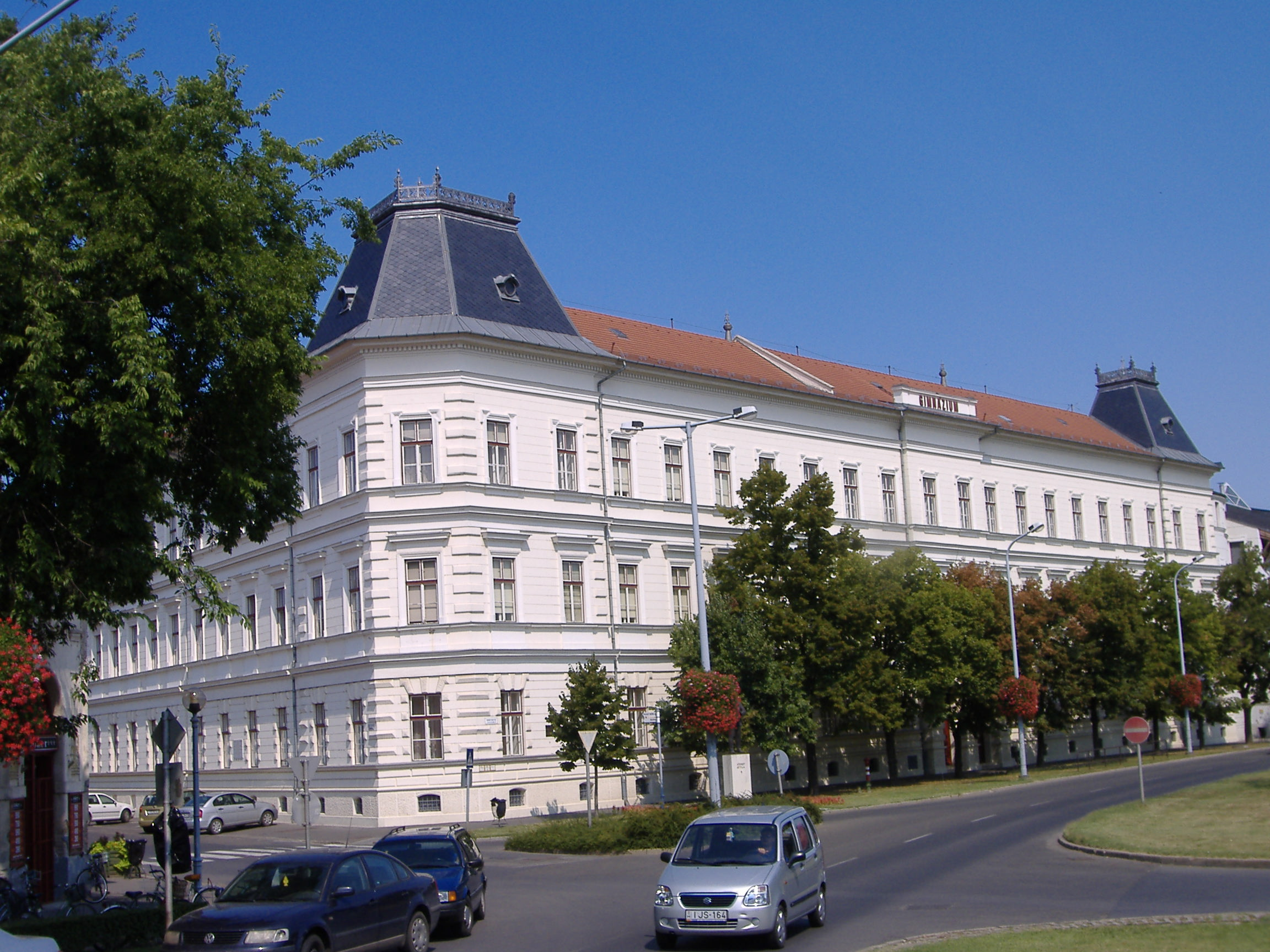
A József Attila Gimnázium épülete

A városban az oktatást három óvoda, a 2007 szeptemberében közös irányítás alá vont három önkormányzati általános iskola, két egyházi általános iskola, egy megyei fenntartású és egyházi gimnázium, a Makói Oktatási Központ részeként két szakközépiskola, illetve egy, sajátos nevelési igényű diákokra szakosodott intézmény biztosítja. A művészeti oktatást a diákok egy állami és egy alapítványi fenntartású iskolában vehetik igénybe. A városban 2008-ban 4127 iskoláskorú gyermek élt, óvodába pedig a 2007-es adatok szerint 755 gyermek jár.
- Belvárosi Óvoda
- Újvárosi Óvoda
- Bárka Református Óvoda
- Makói Általános Iskola és Alapfokú Művészeti Iskola
- Szent István Egyházi Általános Iskola és Gimnázium, Szent Gellért Diákotthon
- Szikszai György Református Általános Iskola
- József Attila Gimnázium
- Návay Lajos Kereskedelmi és Közgazdasági Szakközépiskola
- Galamb József Szakképző Iskola
- Juhász Gyula Református Gimnázium és Szakképző Iskola
- Pápay Endre Óvoda, Általános Iskola, Szakiskola, Diákotthon és Gyermekotthon

## Sport

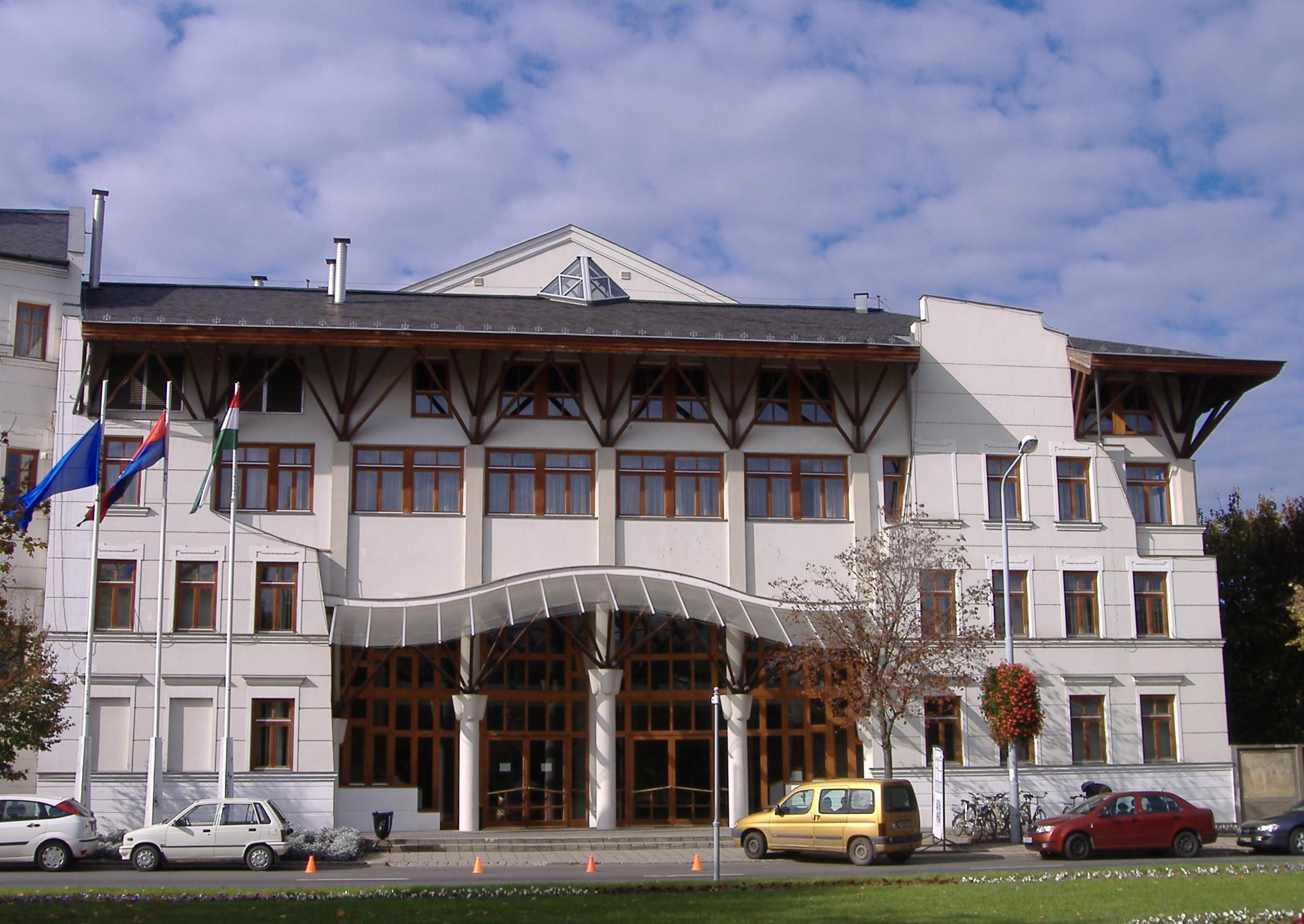
Az Erdei János Sportcsarnok

Makó sportélete igen gazdag. A sportesemények megrendezésére a Makovecz Imre által tervezett Erdei János Sportcsarnok ad lehetőséget. A város a házigazda szerepében is gyakran tűnik fel: Makón olyan nagy kaliberű sporteseményeket rendeztek már, mint az Aerobik Magyar Kupa Döntő és Hungarian Open, a Torna Diákolimpia Országos Döntő, vagy a Magyar Köztársaság Nemzeti Strandkézilabda Bajnokság délkelet-magyarországi döntője.
A város 2006-ban és 2005-ben ezüstérmes lett kategóriájában a Kihívás Napján.
2005-ben a településen 22 sportegyesület működött.
Kiemelkedő eredményeket a város Év sportolója, Makó Város Sportjáért, illetve Fair Play-díj kitüntetésekkel honorál.
Az egyik legnagyobb hagyománnyal bíró sportág a labdarúgás. A város focicsapata, a Makó FC jelenleg az NB III Alföld csoportjában szerepel. Eredményei alapján egészen 2011-ig Csongrád megye legjobb labdarúgócsapata volt, 2008-ban pedig bejutott a Magyar Kupa legjobb 16 csapata közé. A 2008/2009-es szezont az NBII-es bajnokságban a harmadik helyen zárta; a magyar labdarúgó-bajnokság másodosztályában megszerzett bronzérem egyúttal a klub eddigi történetének legnagyobb sikere is. Az utánpótlásról a Spartacus Labdarúgó Sportegyesület és a Maros-menti Utánpótlás Futball Club gondoskodik. Utóbbi 300 gyermeket edz és versenyeztet, 2010-ben pedig bejelentették a sportegyesület labdarúgó-akadémiává fejlesztését. Számos helyi, vagy kistérségi versenyt rendeznek, mint például a Maros Kupa, Téli Kupa vagy a Hagyma Kupa.
A sakkcsapatok kiemelkedően erősek Makón. A Makói Spartacus Vasas Sportegyesület egyes számú csoportja az NB I-ben, míg második csoportja az NB II Tóth László csoportban versenyzik.
Az 1989. október 23-án bejegyzett Makói Budo Klub öt szakosztálya 160 tagot számlál. Az egyesület legeredményesebb sportolói között van Makó Evelyn, kadett kick box világbajnok, Herczeg Máté, országos első jiu-jitsus és Kiss Csaba, az eszközös japán harcművészetek mestere, a nemzetközi dan kollégium vizsgabizottsági tagja.
A város férfi kézilabdacsapata 1992 óta áll fenn a mai formájában; a megyei első osztályból egészen az NBI/B Kelet bajnokságáig menetelt. Jelenleg az NBII-ben versenyez a csapat; a bajnokságot sorozatban kétszer is megnyerték, az elégtelen anyagi támogatás miatt azonban a klub nem tudta vállalni a magasabb osztályban való indulást. A Marosmenti Női Kézilabda Egyesület (MNKSE) a 2011/2012-es idényt a NB II Délkelet negyedik helyén zárta. A kézilabdacsapatok szurkolói 2009 márciusában létrehoztak egy sportegyesületet Onion City Makó néven, és négy másik hasonló kvalitású csapattal együtt a Csongrád megyei bajnokságban szerepel. Említést érdemelnek az úszószakosztályok eredményei is, a Makói Úszó Klub utánpótlás növendékei sikeresen szerepelnek országos és világbajnokságokon.

## Gazdaság

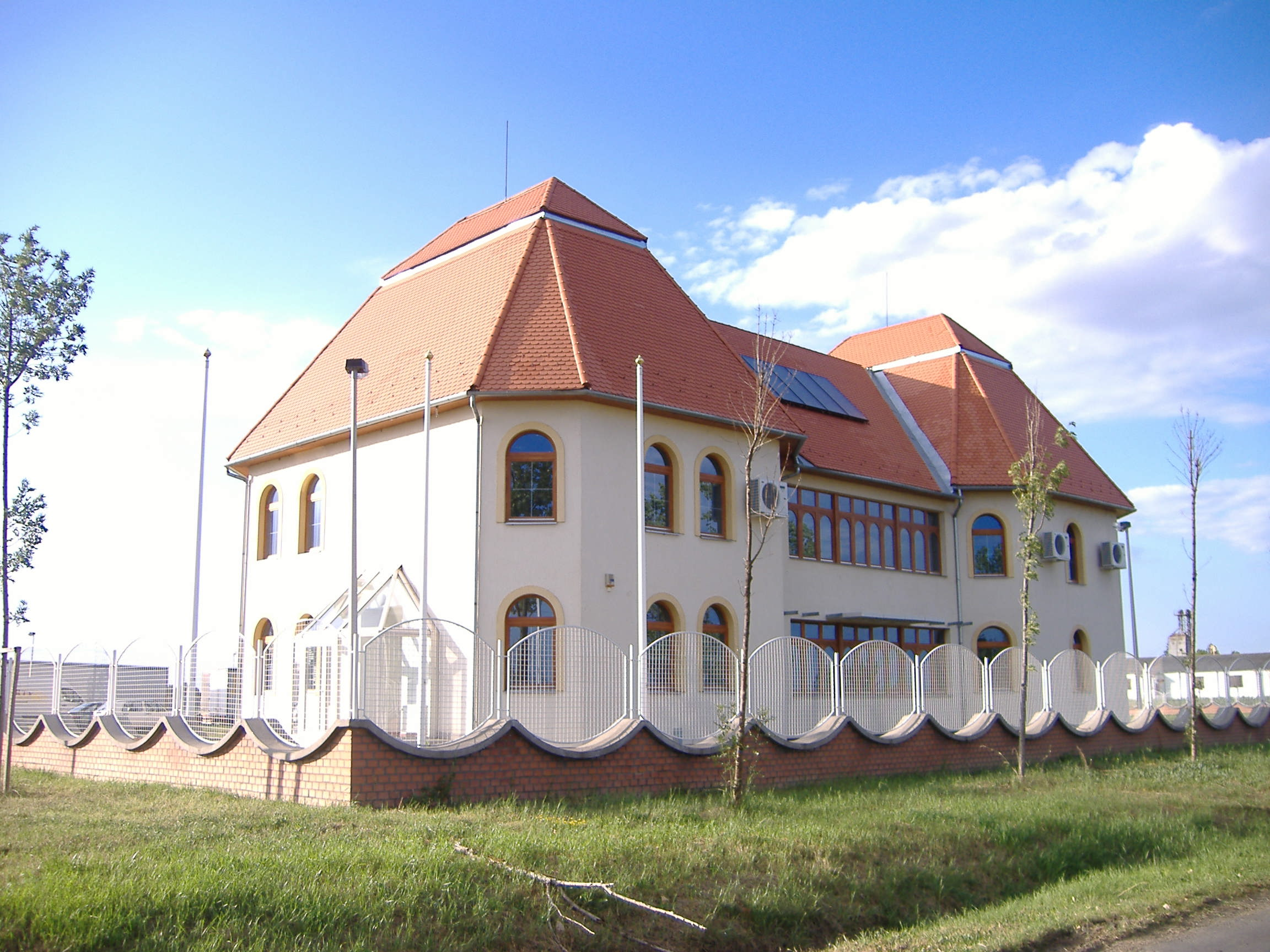
Az inkubátorház

A város és térségének gazdasága hagyományosan mezőgazdasági jellegű, köszönhetően a jó termőtalajnak. A nemzetközi hírnevű vöröshagyma és fokhagymatermesztés mellett jelentős makói termény a petrezselyem, a fűszerpaprika, a búza, a napraforgó, az árpa, a zab, a kukorica és az olajrepce. A városban egy mezőgazdasági termelőszövetkezet működik, amely 114 főt foglalkoztat.
Az ipari fejlesztések a 20. század második felében kezdődtek. A város ipari hasznosítású területei a település legkeletibb részén fekszenek, a vasútvonaltól a román határ fele. Makó az Ipari Park címet hivatalosan 1998-ban nyerte el, ami a város északkeleti részén, a Makó-Hódmezővásárhely vasúti szárnyvonal, a Rákos felé vezető 4432. sz. és a Királyhegyes felé vezető 4424. sz. mellékutak által körülhatárolt területen fekszik; területe 62,3 ha. Itt található egy vállalkozásokat segítő inkubátorház is. A parkba főleg teherfuvarozással, logisztikával, raktározással foglalkozó cégek települtek be. Itt működik a ContiTech Fluid Automotive Hungária üzeme is, ami 1546 embert alkalmaz – ezzel az egész járás legnagyobb munkaadója. A feldolgozóipart Makón a gumiipar, a textilipar, a bútoripar, a gépgyártás, az élelmiszer-feldolgozás és az alkatrész-összeszerelés képviseli. 2005-ben 1750 vállalkozás működött a településen, amelyek túlnyomó többsége mikro- és kisvállalkozás volt.
A működő vállalkozások 77%-a a szolgáltató szektorban működik. Ebből a kereskedelem 27%-ot, az ingatlan és a gazdasági szolgáltatás 24%-ot tesz ki. A vendéglátóhelyek száma 2006-ban 146 volt.
A munkanélküliség az országos értéknél valamivel rosszabb, 2014 májusában a munkavállalási korú népesség 8,27 százaléka volt nyilvántartott álláskereső.

## Testvérvárosok

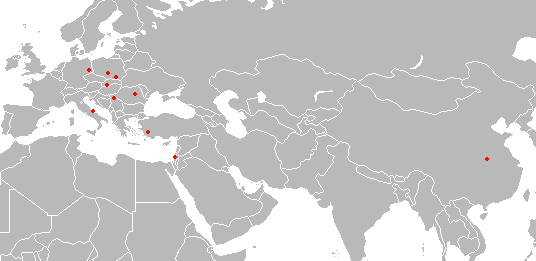
Makó testvérvárosai a térképen

Makó az alábbi városokkal van testvérvárosi kapcsolatban:
- Ada, Szerbia
- Atça,[110] Törökország
- Csíkszereda, Románia
- Jasło, Lengyelország
- Kirjat Jam, Izrael
- Löbau, Németország
- Martinsicuro, Olaszország
- Radomsko, Lengyelország
- Hszinjang, Kína
- Zselíz, Szlovákia
- Nagyszentmiklós, Románia

## Érdekességek
- A városnak semmi köze sincs az elterjedt mondáshoz: Messze van, mint Makó Jeruzsálemtől, ugyanis e mondás Makó vezér nevét őrzi.
- Makó és testvérvárosa, Löbau közösen forgalmazza az Öröm sör nevű italt, ami a testvérvárosi kapcsolatokat szimbolizálja és erősíti. A sör címkéjén a két város címere is helyt kap.[111]
- A város a végállomása a Budapest – Makó Kis Kunsági Futamnak.[112] A rallyversenyt először 2006-ban rendezték meg a Budapest–Bamako-rali előfutamaként. A versenyzők a célba a Makói Nemzetközi Hagymafesztivál időtartama alatt érkeztek meg.
- A Makó szó eredetileg pogány eredetű utónév, jelentése türk nyelven: dicsőséges.[113]
- A város első, és ezidáig egyetlen Guinness-rekordját 2006. szeptember 6-a és 8-a között állították be, öt helybéli asszony egy 255 méter hosszú fokhagymafüzért kötött; a füzér jelenleg az ópusztaszeri Nemzeti Történeti Emlékparkban található.[114]